# Biserica de lemn din Puranii de Sus

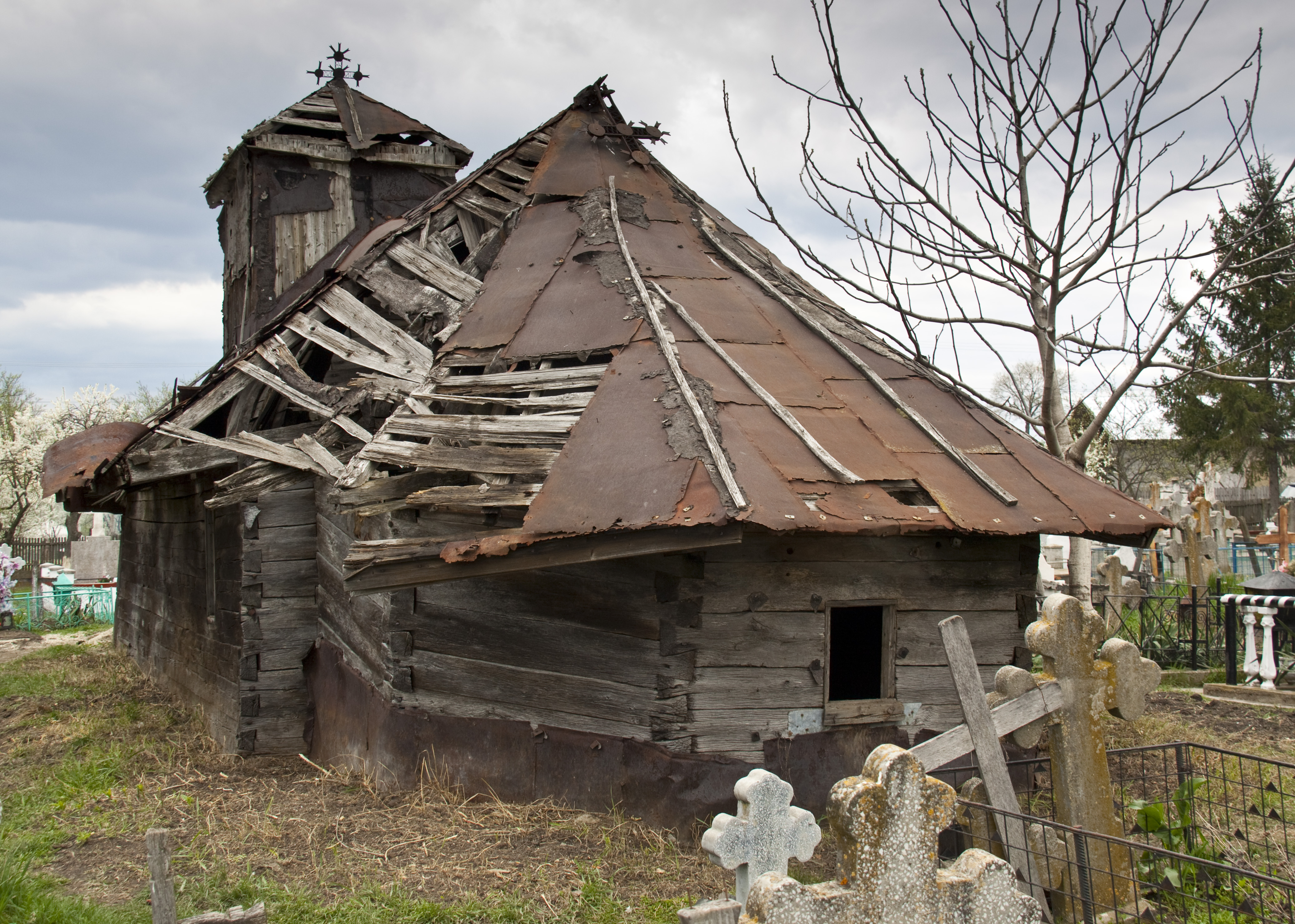
Biserica de lemn din Puranii de Sus, județul Teleorman. Foto: aprilie 2011

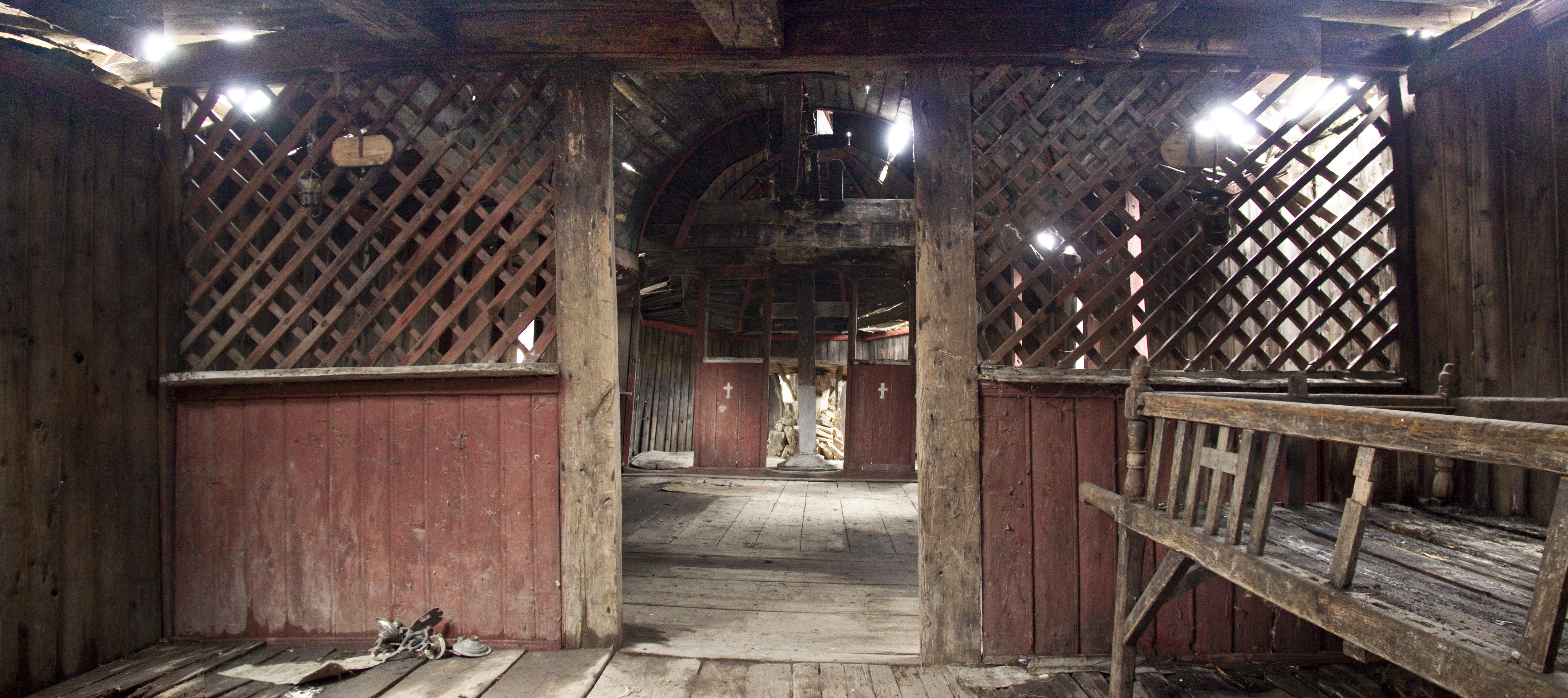
Tinda, vedere spre naos. Foto: aprilie 2011

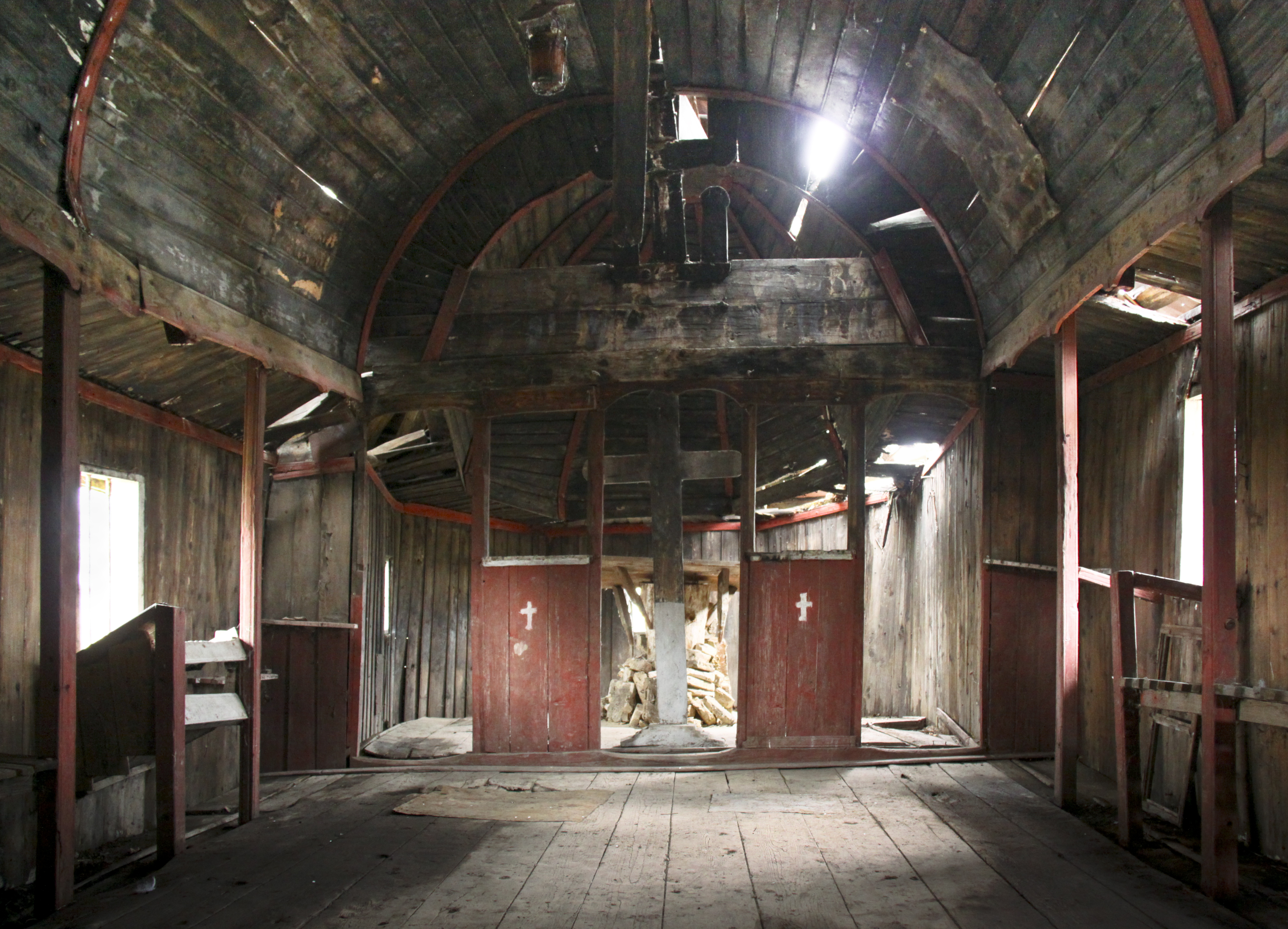
Naosul, vedere spre iconostas. Foto: aprilie 2011

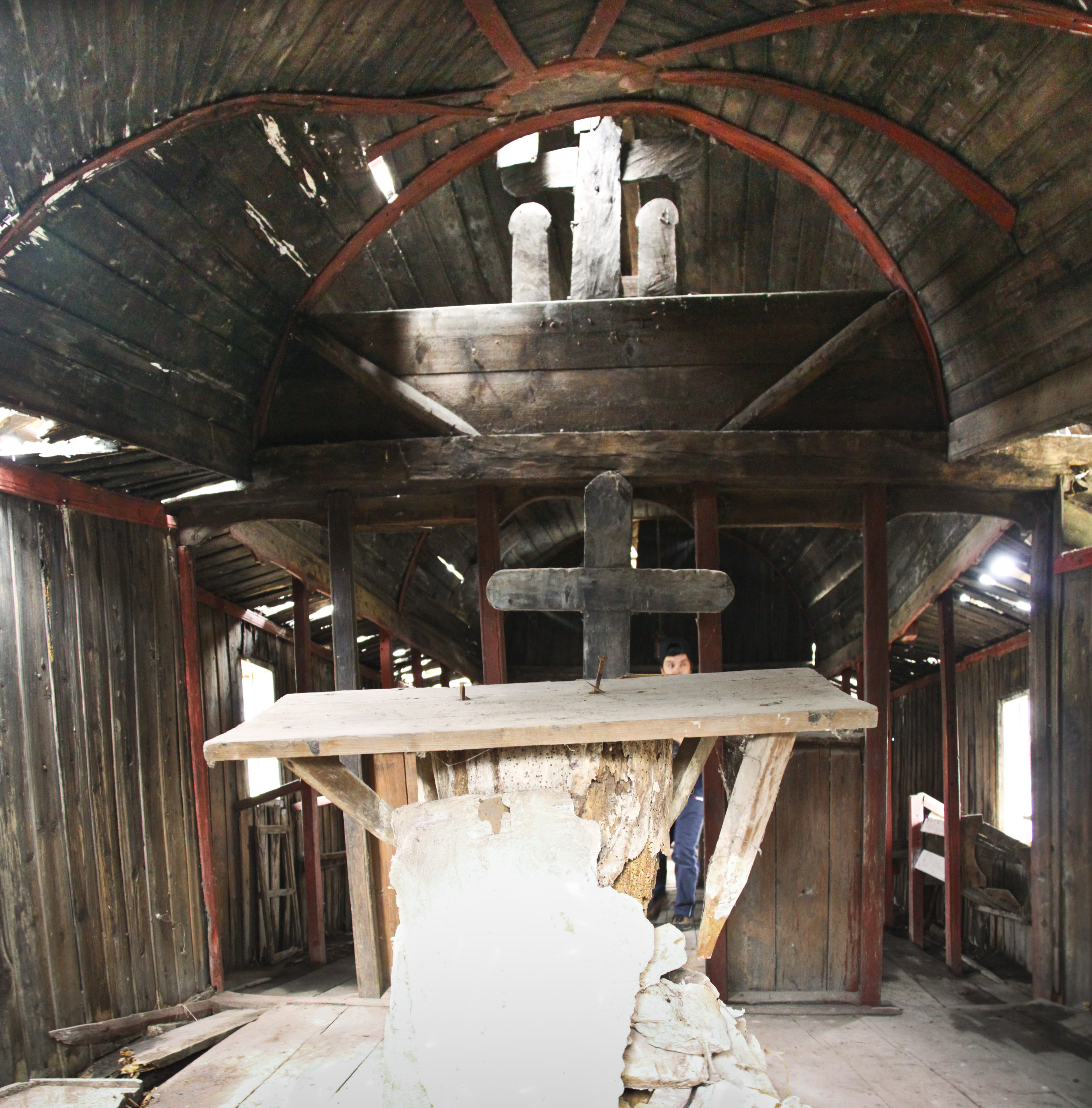
Altarul, vedere spre apus. Foto: aprilie 2011

Biserica de lemn din Puranii de Sus se află în localitatea Puranii de Sus din comuna Purani, județul Teleorman și poartă hramul „Sfinții Împărați Constantin și Elena”. A fost ridicată la începutul secolului 19, înainte de 1810. Este una dintre puținele biserici de lemn cunoscute în România care a fost de la început acoperită cu tablă de fier, tablă care se păstrează parțial până astăzi. Se remarcă prin structura originală, prin stâlpii sculptați de la pridvor și urme de pictură pe iconostas. Însemnările din secolul 19 din pridvor constituie izvoare documentare locale ce ridică valoarea lăcașului. Biserica este înscrisă pe noua listă a monumentelor istorice, LMI 2004:  TR-II-m-A-14399. Starea de degradare avansată cere intervenții de protejare urgente.

## Istoric
Catagrafia din 1810 menționează că „popa Radu sin Neacșul, 38 [de ani], ... s-au hirotonisit preot ... la leat 1799 septevrie 10 pentru biserica ot Scurtu, tot întru acest județu, apoi făcându-să această biserică, s-au mutat la dănsa prin prot[oeria] plășii, unde și acum să află”. La momentul întocmirii catagrafiei de la 1810 bisericia era „învelită cu fier”, adică a fost de la începutul ei acoperită cu tablă de fier.
Din vremea unei reparații, se păstrează o însemnare pe peretele din dreapta intrării. Textul în română, scris cu chirilice, se poate citi astfel: „1852 apr[ilie] 6 pop[a] Radu, meș[ter] Stoica Ion”. Tradiția locală reține că popa Radu este același cu cel menționat de catagrafia de la 1810, adică primul preot al bisericii, care avea în acea vreme aproape 80 de ani. Numele lui „Petrescu”, scris mai jos, cu litere latine, este al propietarului moșiei „Butești, ce-i zice Purani”.

## Trăsături
Biserica din Puranii de Sus este una dintre foarte puținele biserici de lemn rămase în zona de sud a Munteniei. Are dimensiuni modeste, planimetrie comună, cu puține elemente artistice care să o scoată în evidență. Totuși, conservarea parțială a învelitorii de tablă, originală, este demnă de menționat.
De la vest la est, biserica este împărțită în cele patru încăperi tradiționale: pridvor semideschis, tindă, naos și altar. Altarul este mai îngust și terminat poligonal, în cinci laturi. Trecerea dinspre tindă spre naos este marcată de stâlpi și un pălimar de scânduri. Iconostasul este original și are trei uși. Tâmpla lui este formată din câteva bârne transversale peste care se ridică crucea și moleniile pictate. Tâmpla păstrează contururile apostolilor pictați în picioare. Profeții au fost pictați în medalioane pe un arc îngust sub boltă. Bolta e pictată din loc în loc cu stele. Încăperile sunt luminate de un număr redus de ferestre, mult mărite, probabil, într-o fază ulterioară. Interiorul este peste tot acoperit cu blăni verticale de lemn.
Structura originală este ridicată din bârne fasonate dintr-un singur lemn, păstrându-și inima în ele. Bârnele sunt încheiate la capete în cheotori netede, bisericești, în coadă de rândunică. Cheotorile sunt întărite ulterior, cu cuie lungi de fier, probabil pentru a reduce efectele tasării spre răsărit a construcției. 
Bolta este semicilindrică, formată din scânduri bătute în arcuri dublouri pe extrados, vizibile în pod. Bolta altarului se racordează la pereții exteriori prin scânduri scurte fixate în grinzi suport pe extrados. Nervurile aparente interioare sunt accentuate cu vopsea roșie. Ele sunt adunate în jurul unui semicerc în care este pictat un porumbel aruncând raze în jur, simbolul binecunoscut al Sfântului Duh. Tinda este tăvănită pe sub turn. Turnul este original, cu forma pătrată, de dimensiuni relativ mari, și este protejat de un mic coif piramidal.  
Din punct de vedere artistic, se remarcă în principal formele sobre, aproape lipsite de orice ornament. În exterior, doar stâlpii pridvorului și cosoroabele pridvorului arată o tratare decorativă minimală, dar nu lipsită de efect. Intrarea își păstrează dimensiunile modeste și trăsăturile inițiale simple. 

## Imagini din exterior

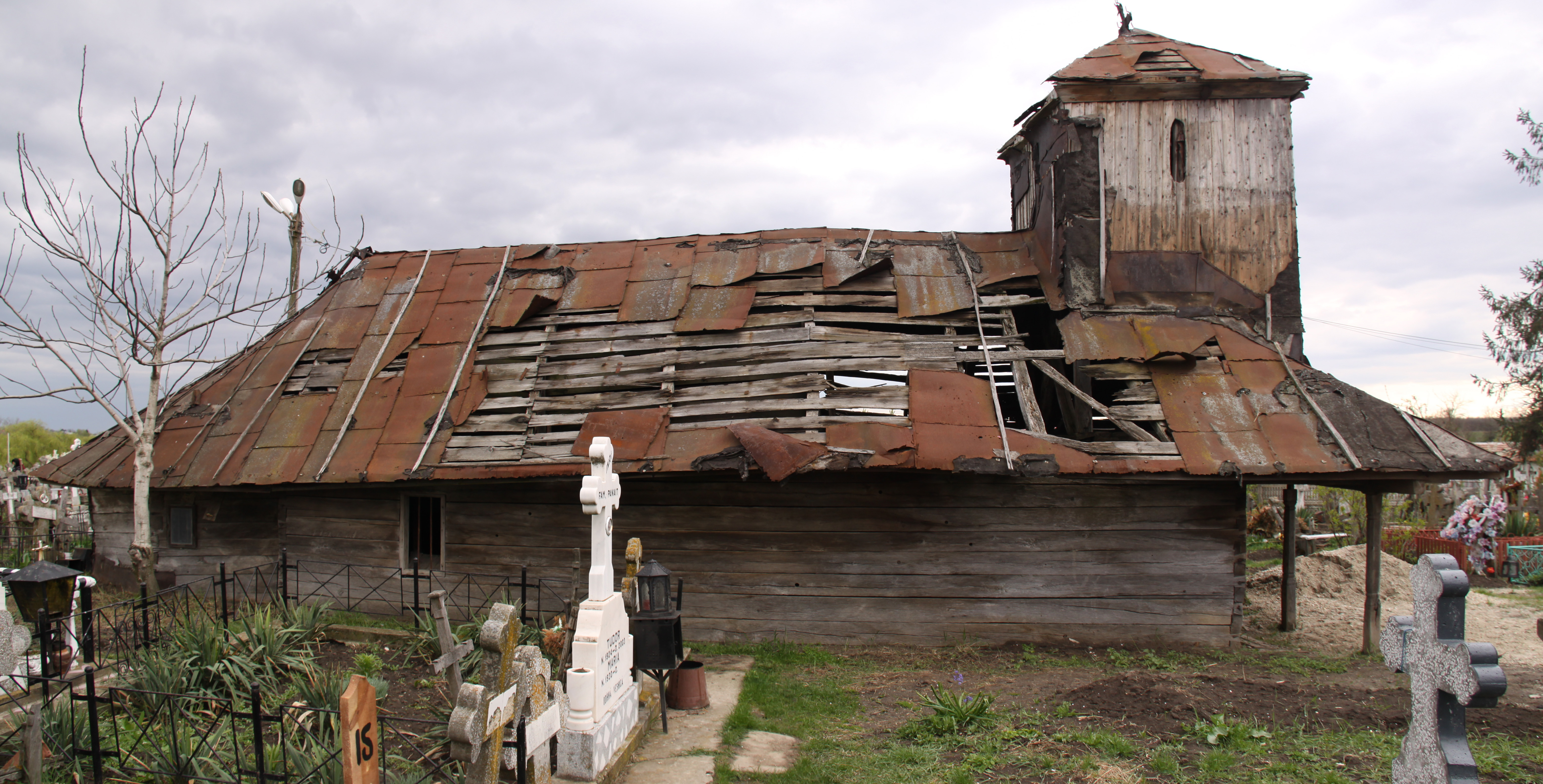
nord
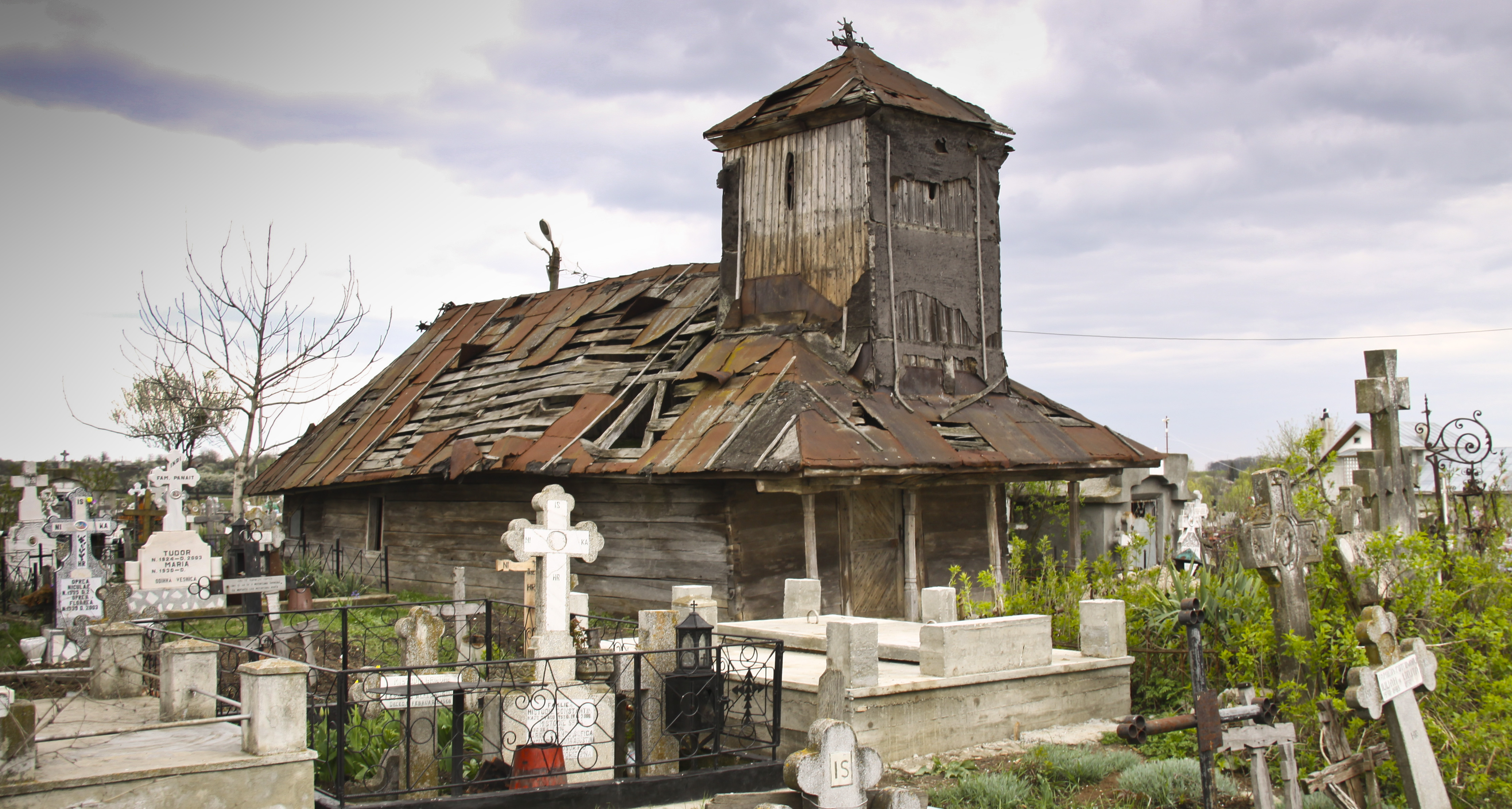
sud-vest
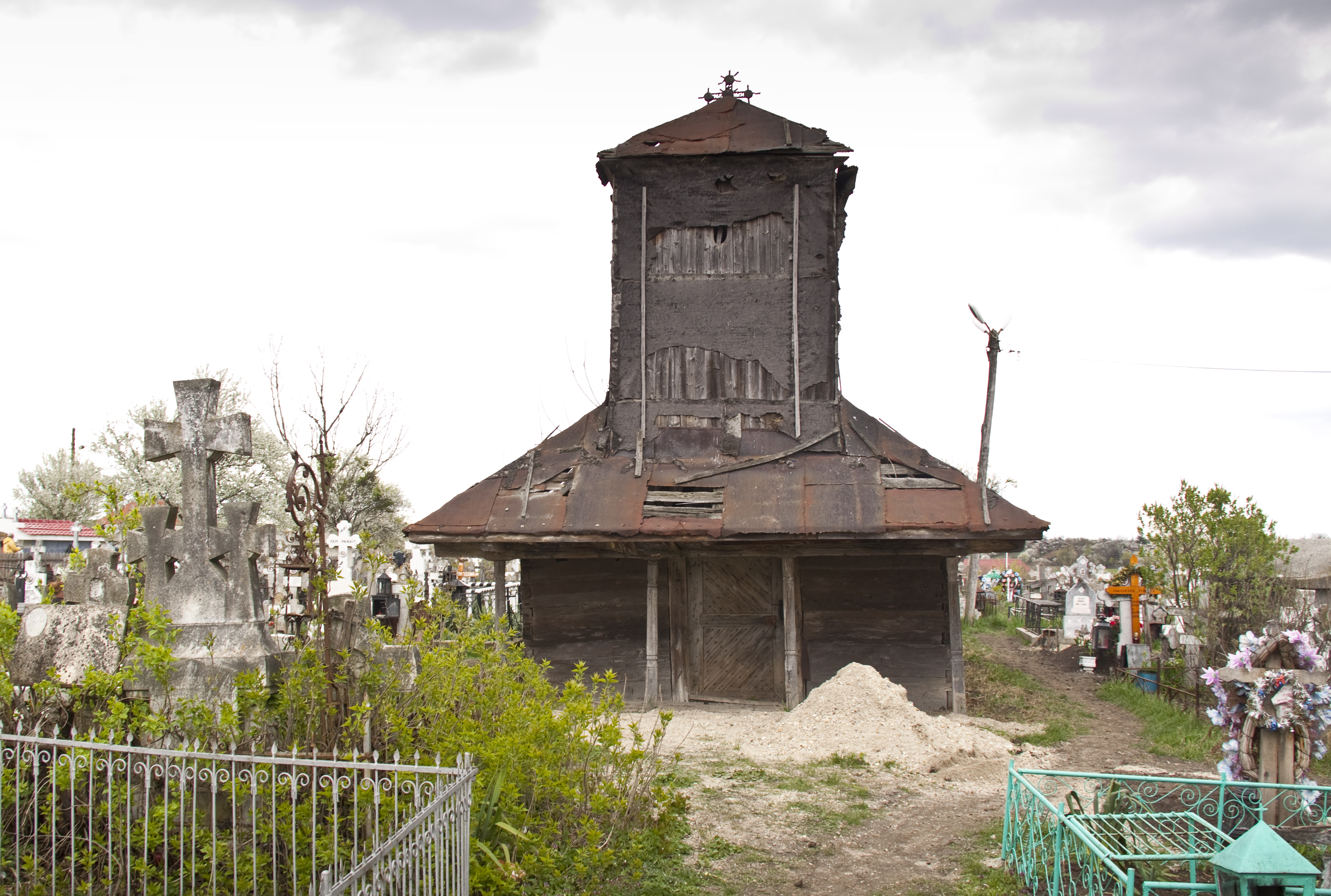
vest
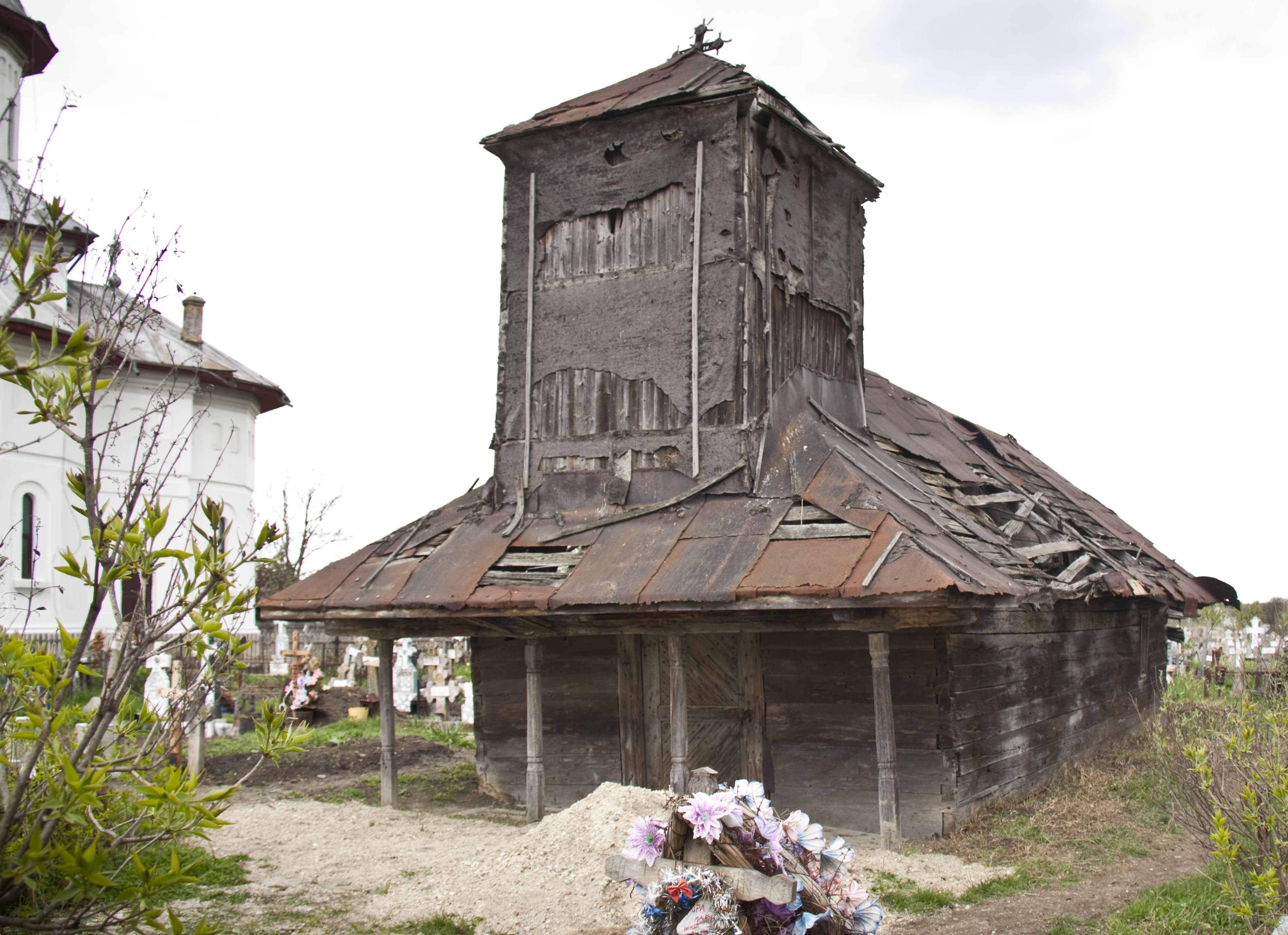
sud-vest
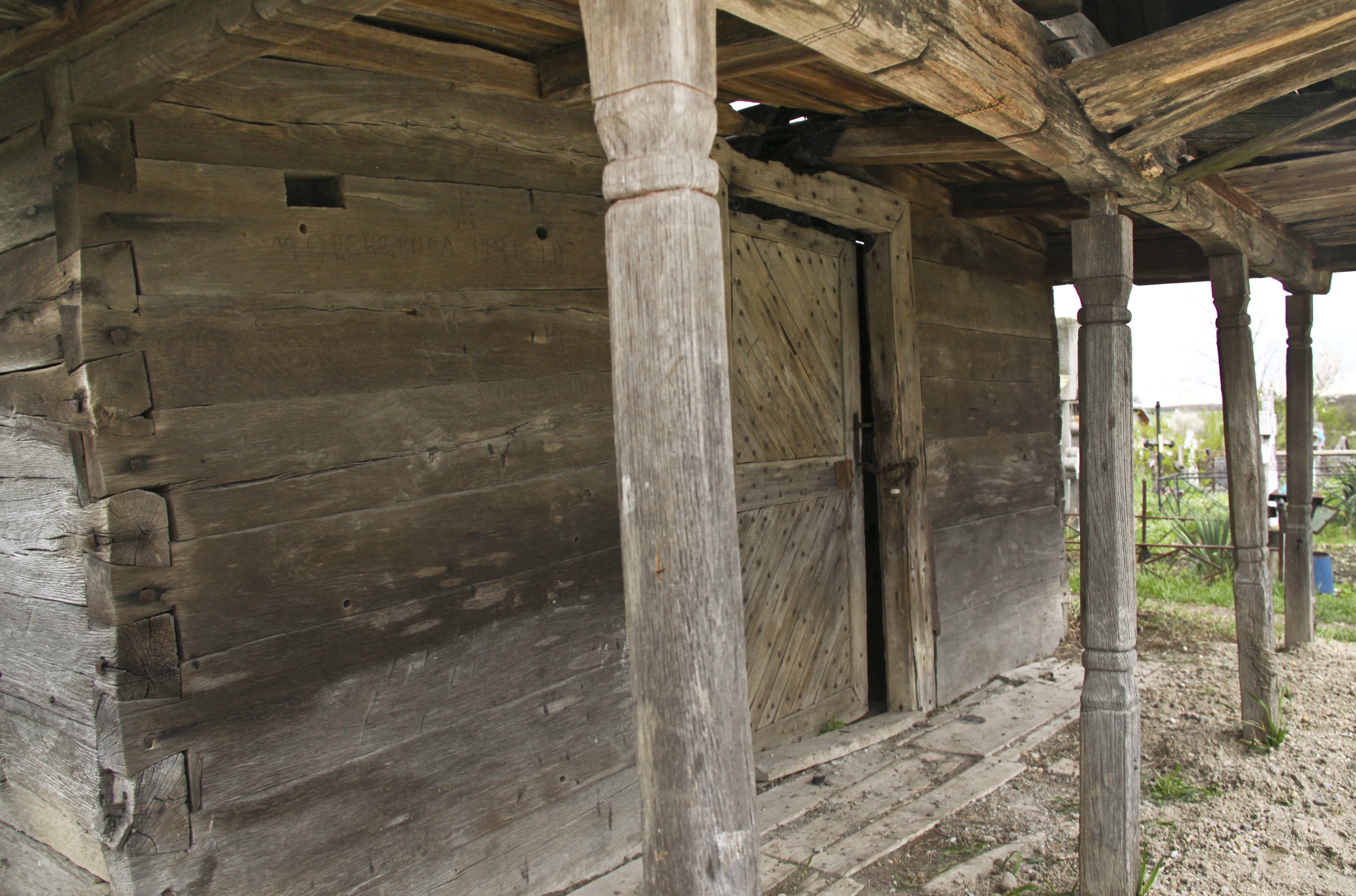
pridvor
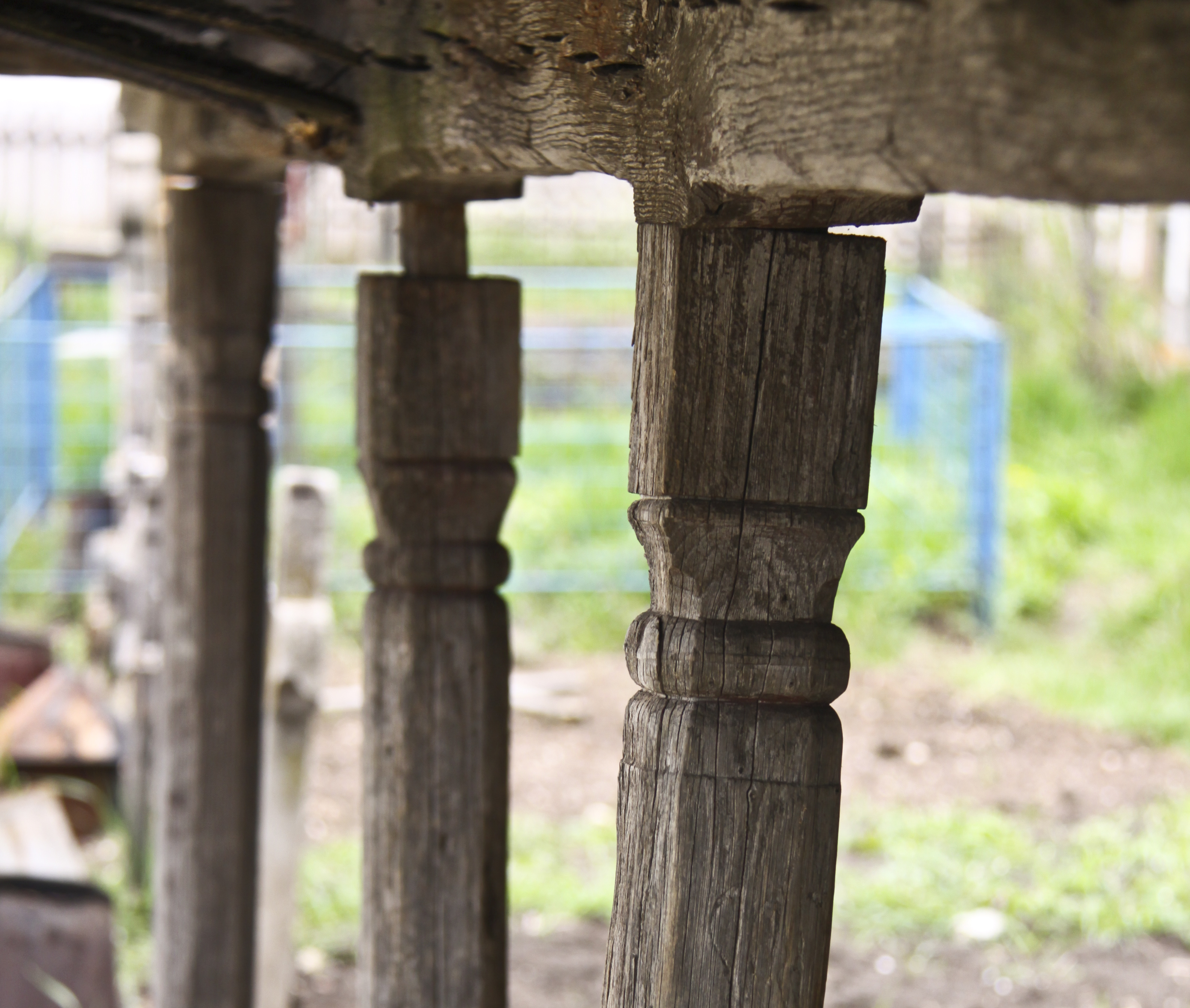
pridvor, bază stâlpi
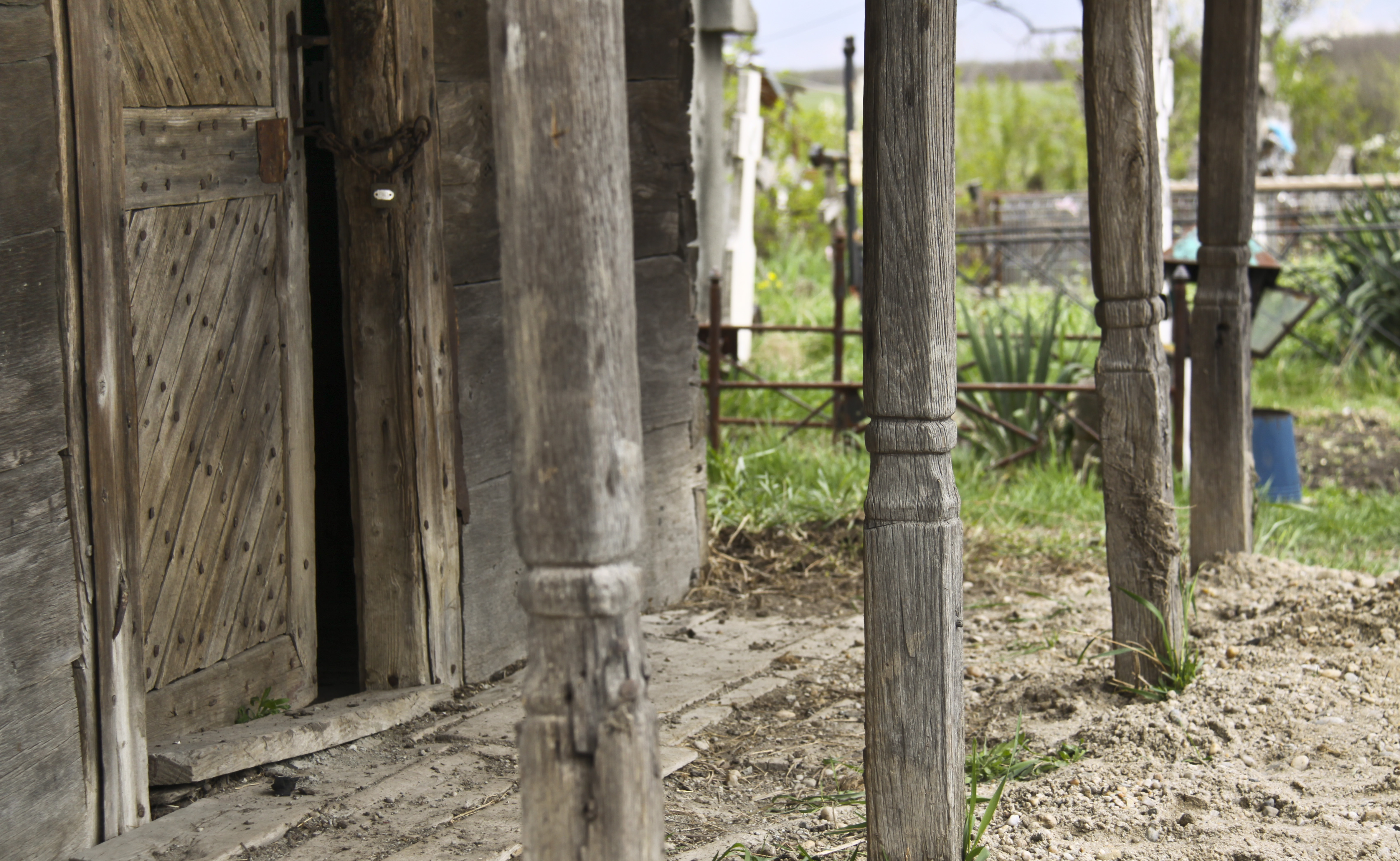
pridvor, bază stâlpi
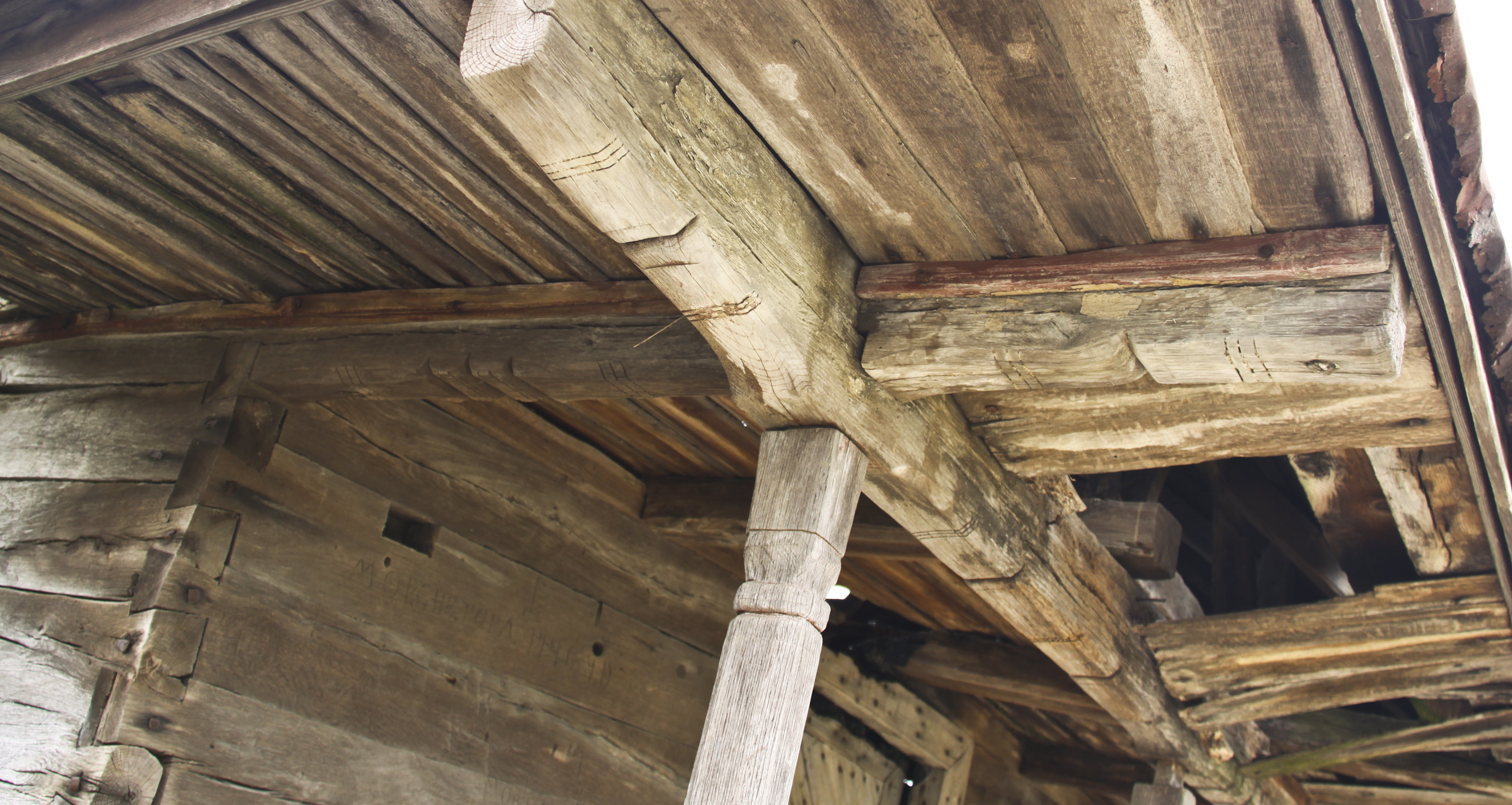
pridvor, crestături
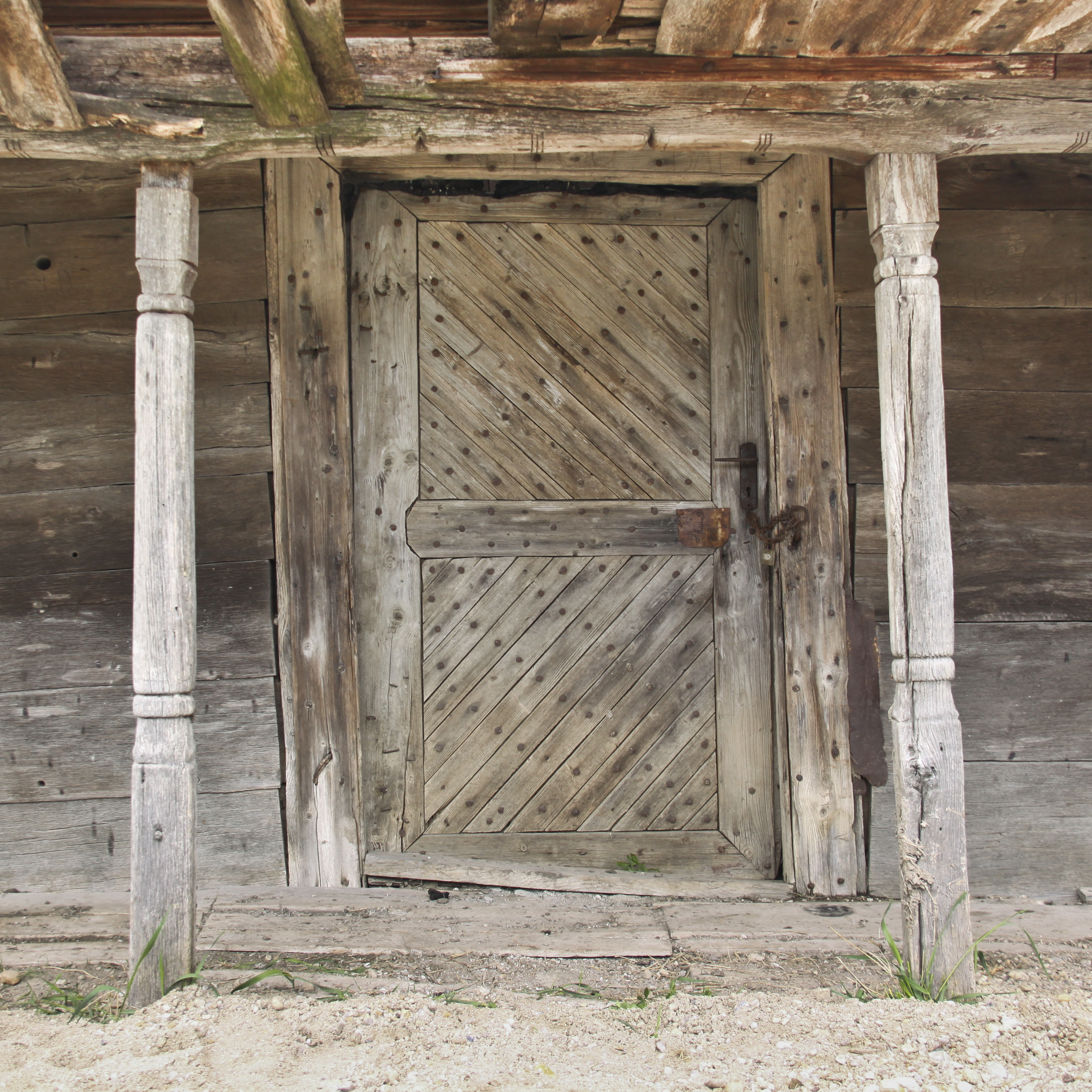
intrare
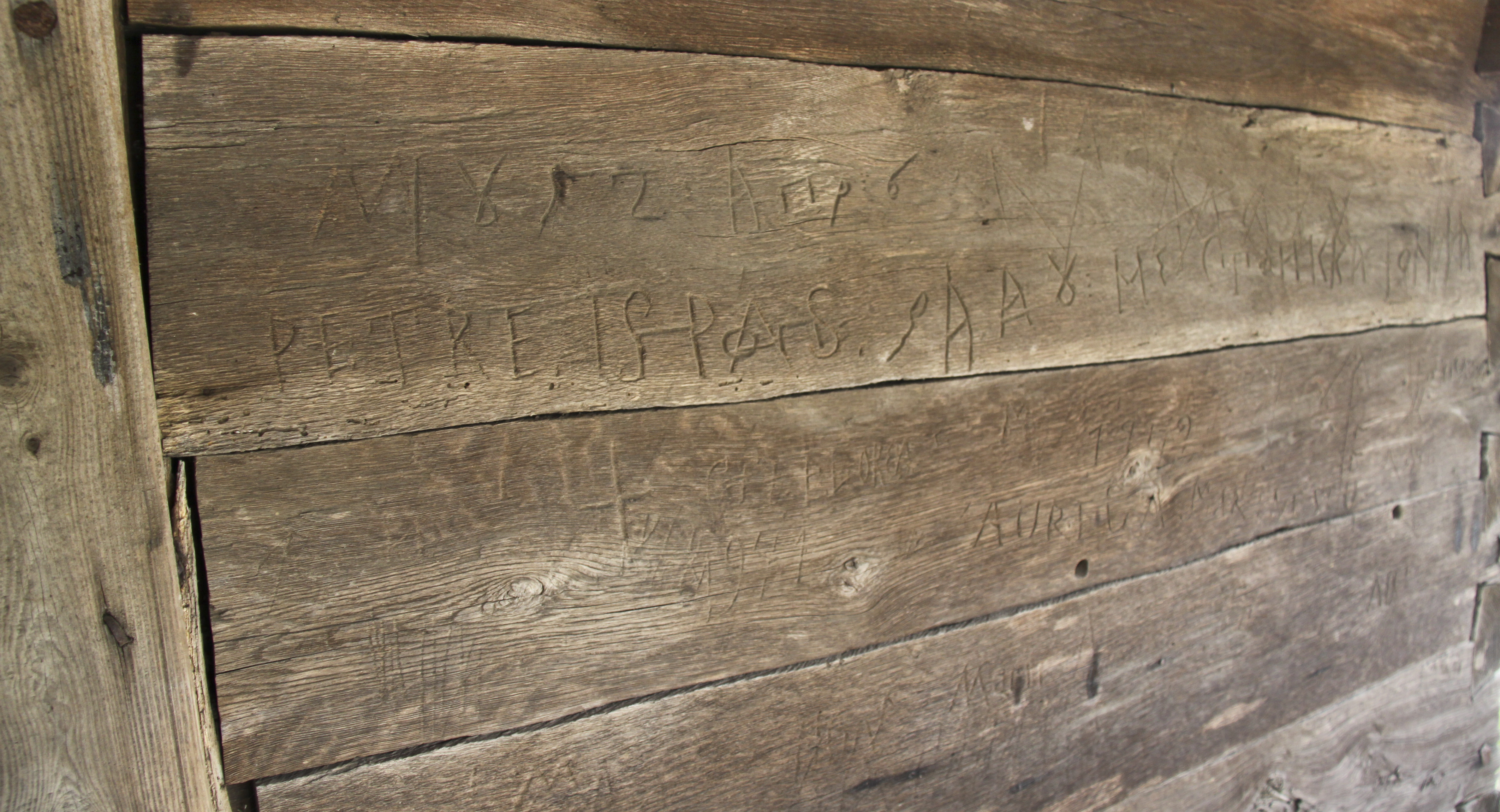
inscripţie din 1852, în dreapta intrării
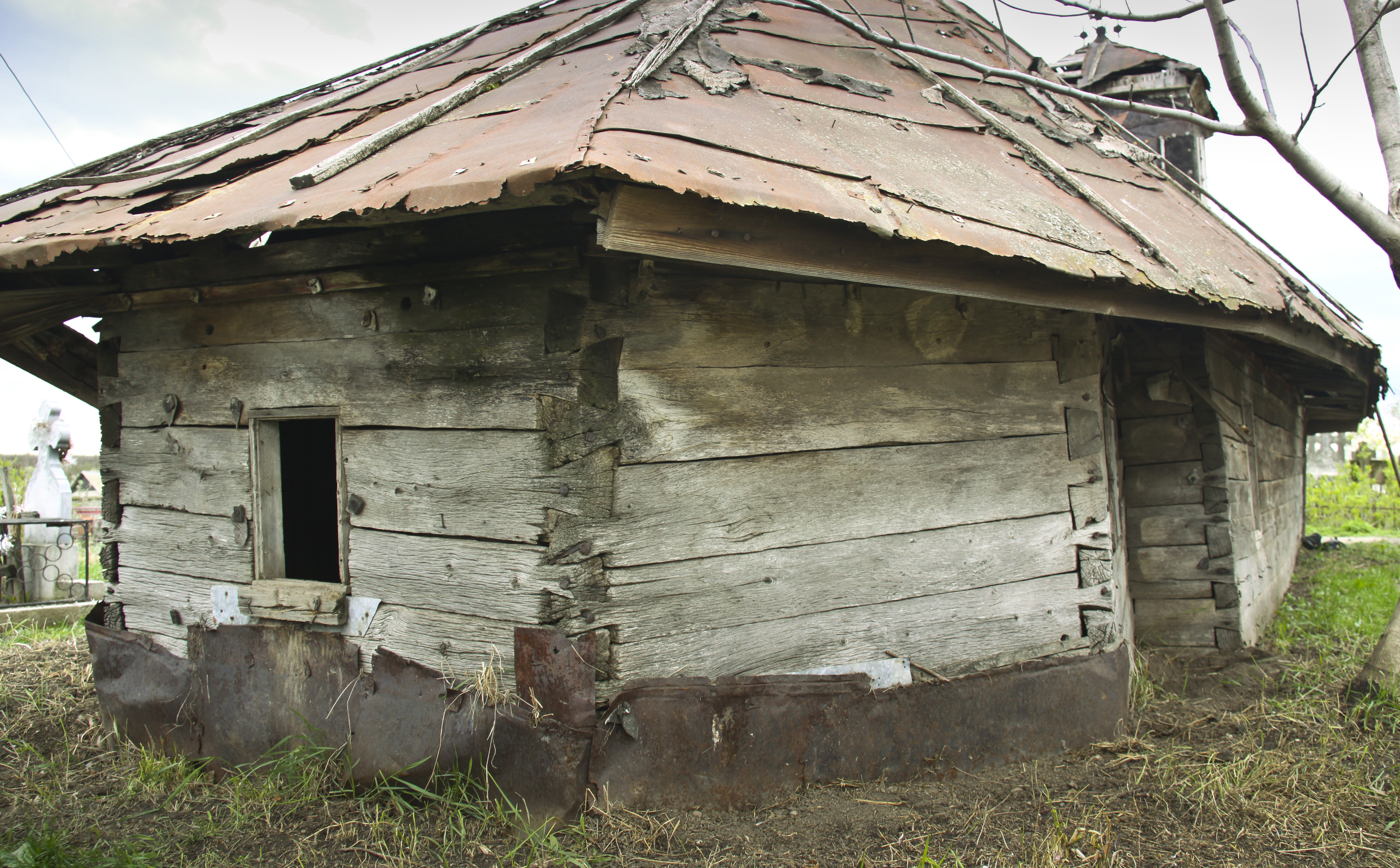
butea, nord-est
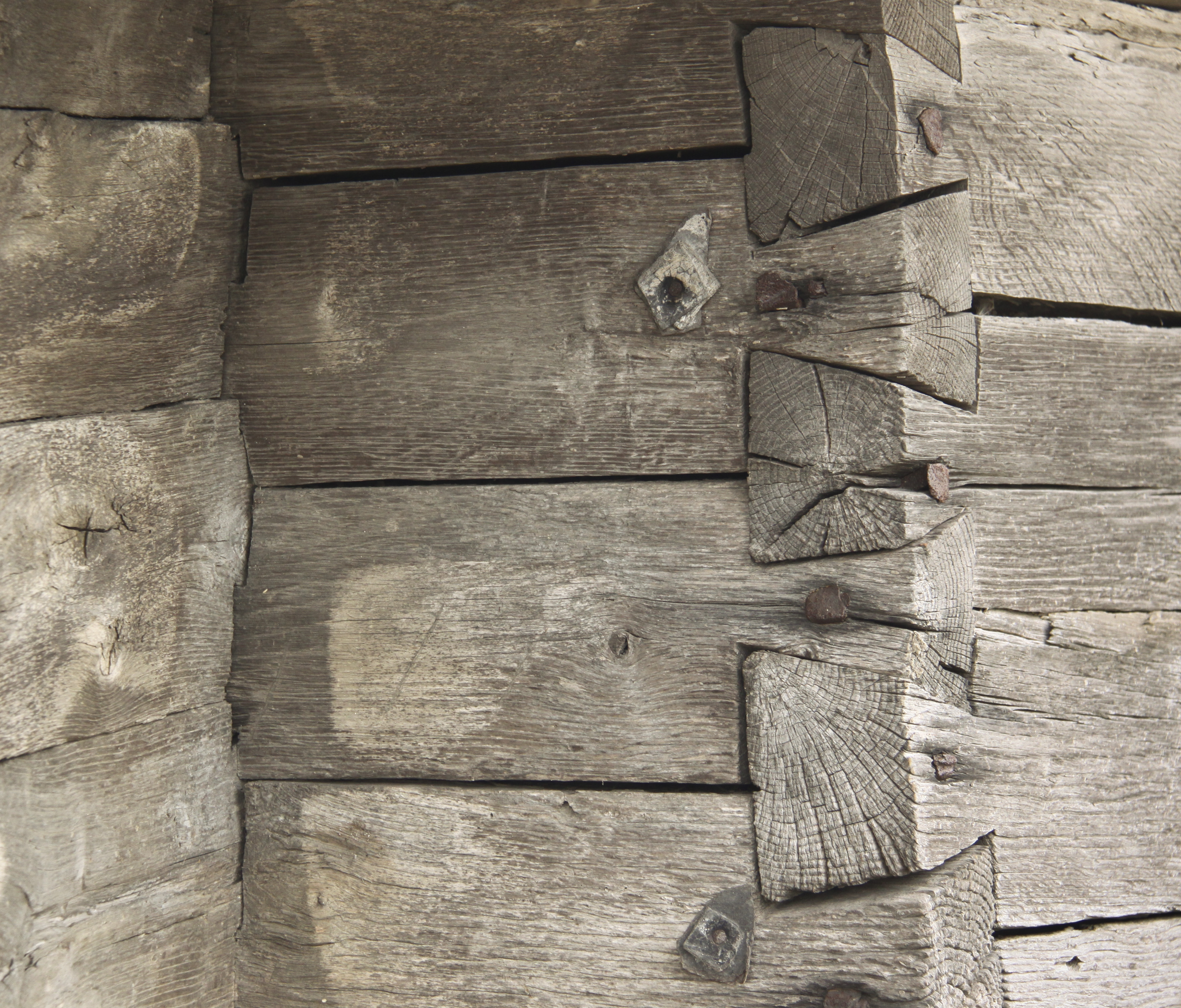
cheotori naos, nord-est
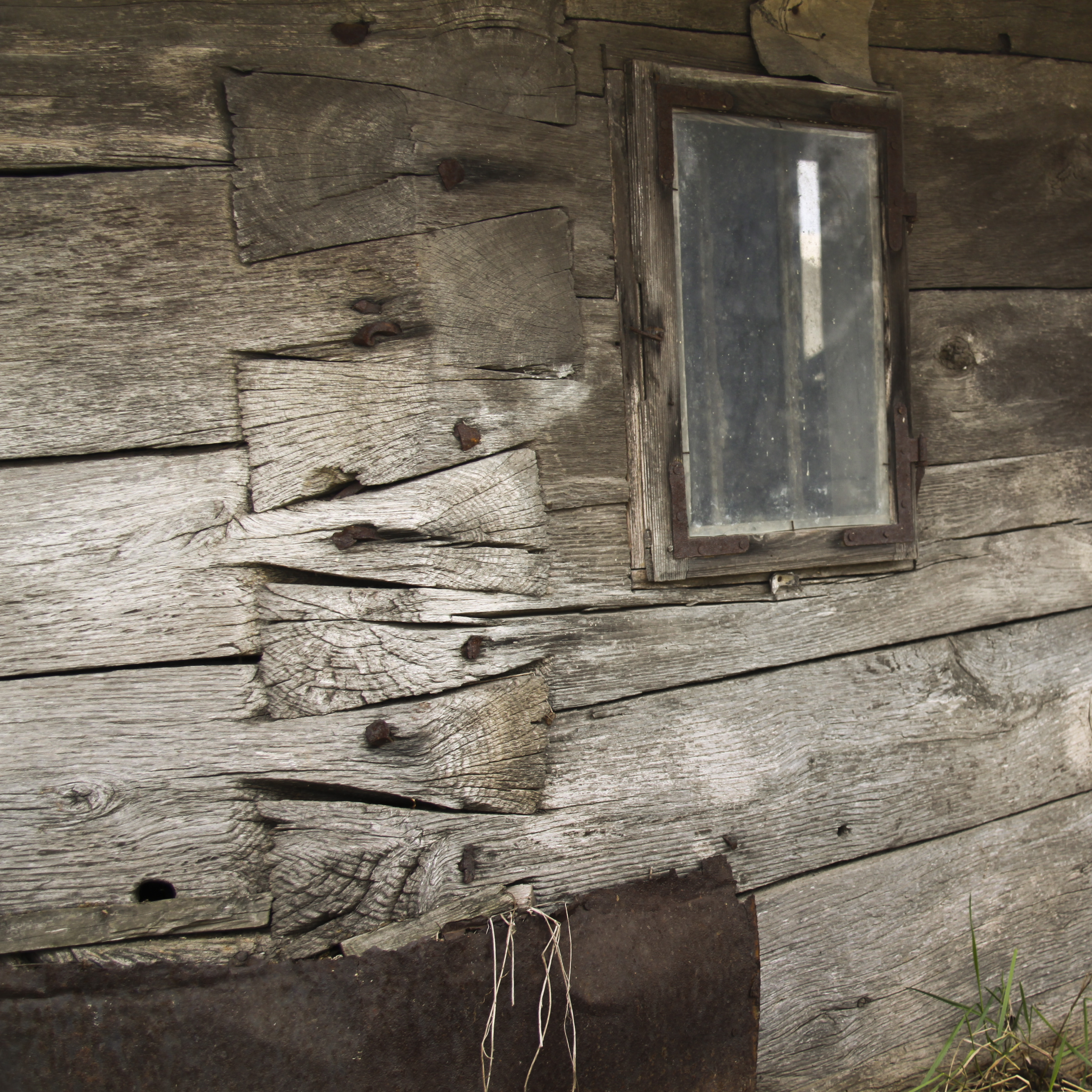
cheotori altar, nord-est
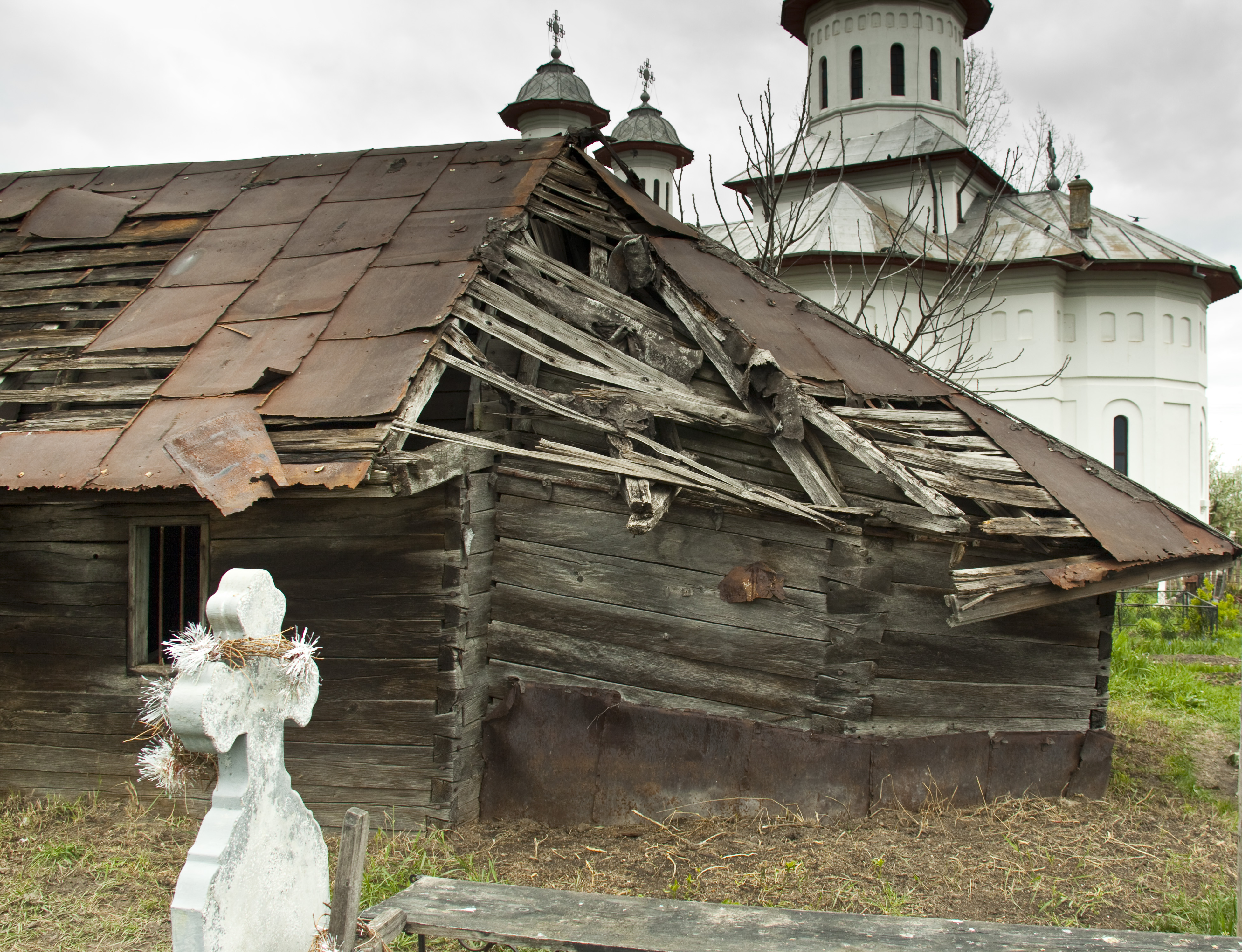
altar, latura de sud
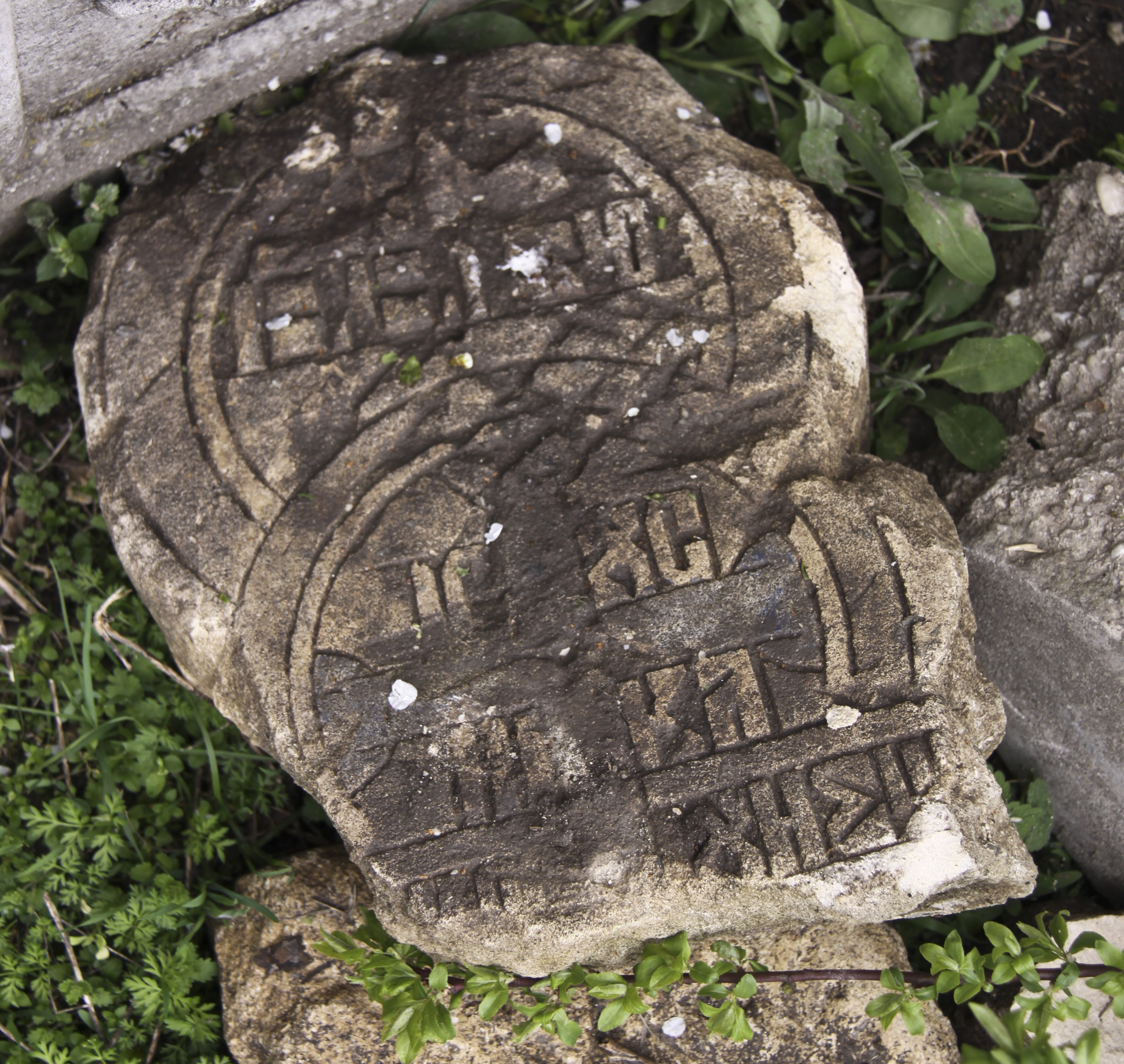
fragment de cruce funerară

## Imagini din interior

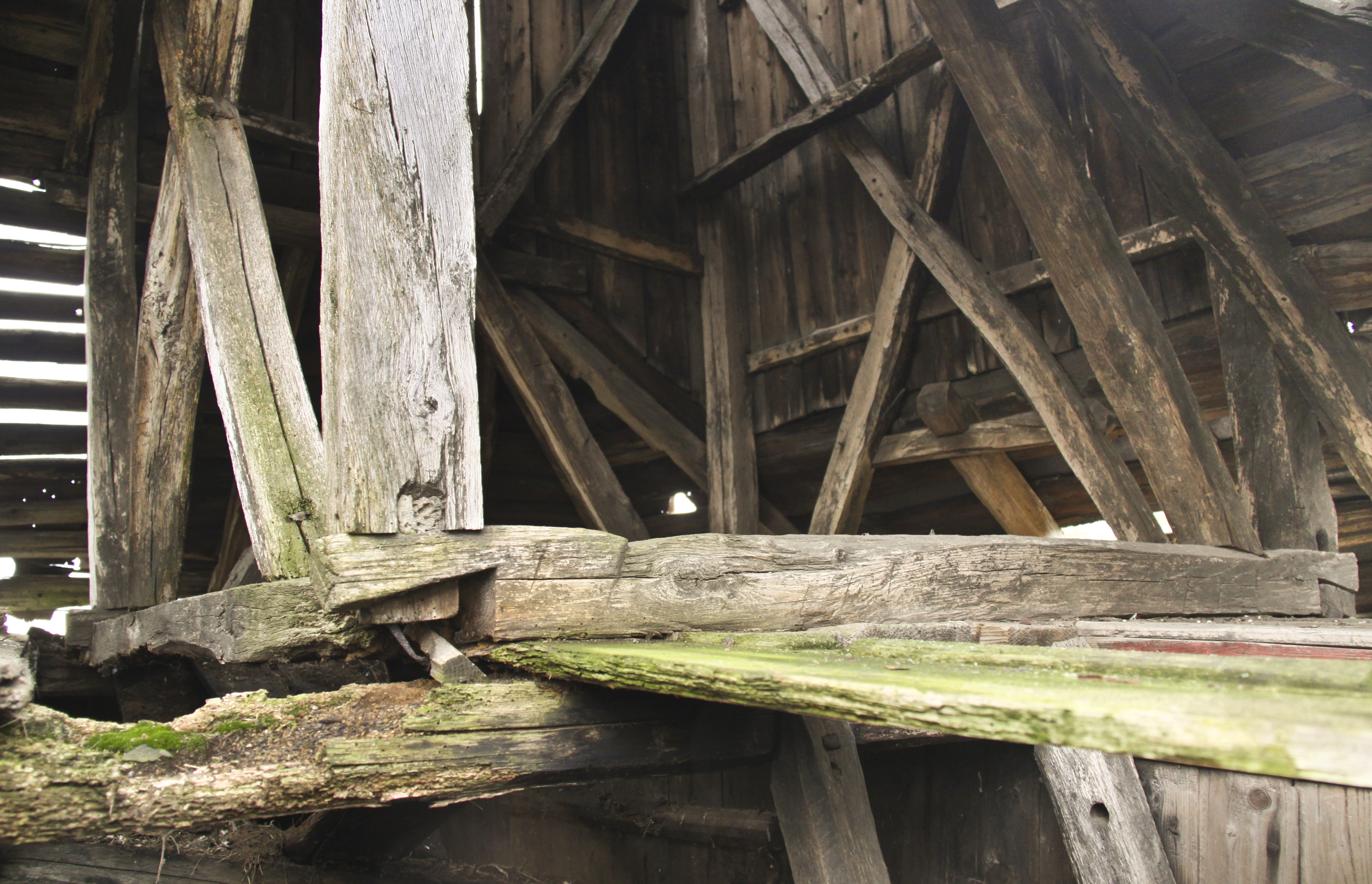
în pod, tălpile turnului
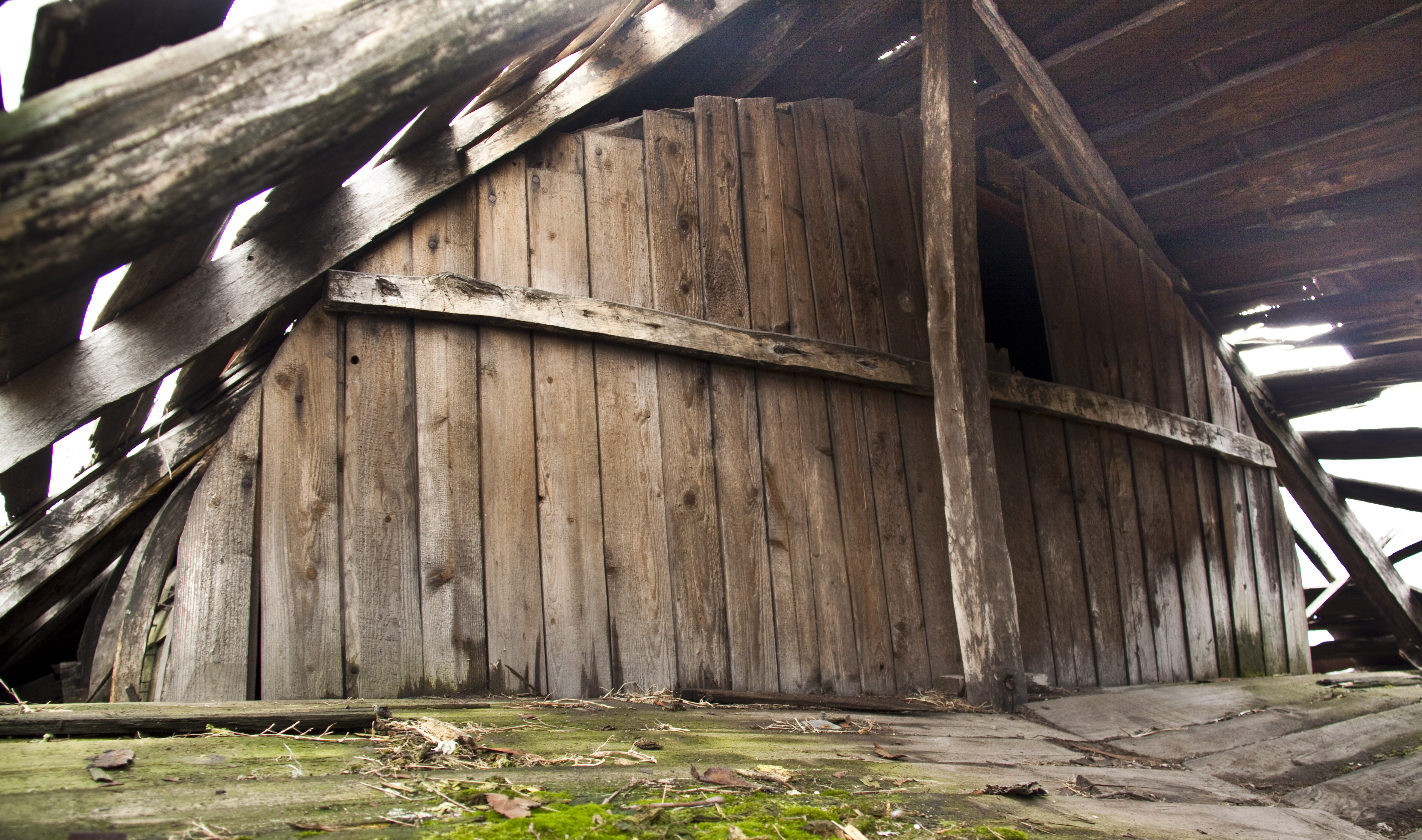
în pod, bolta
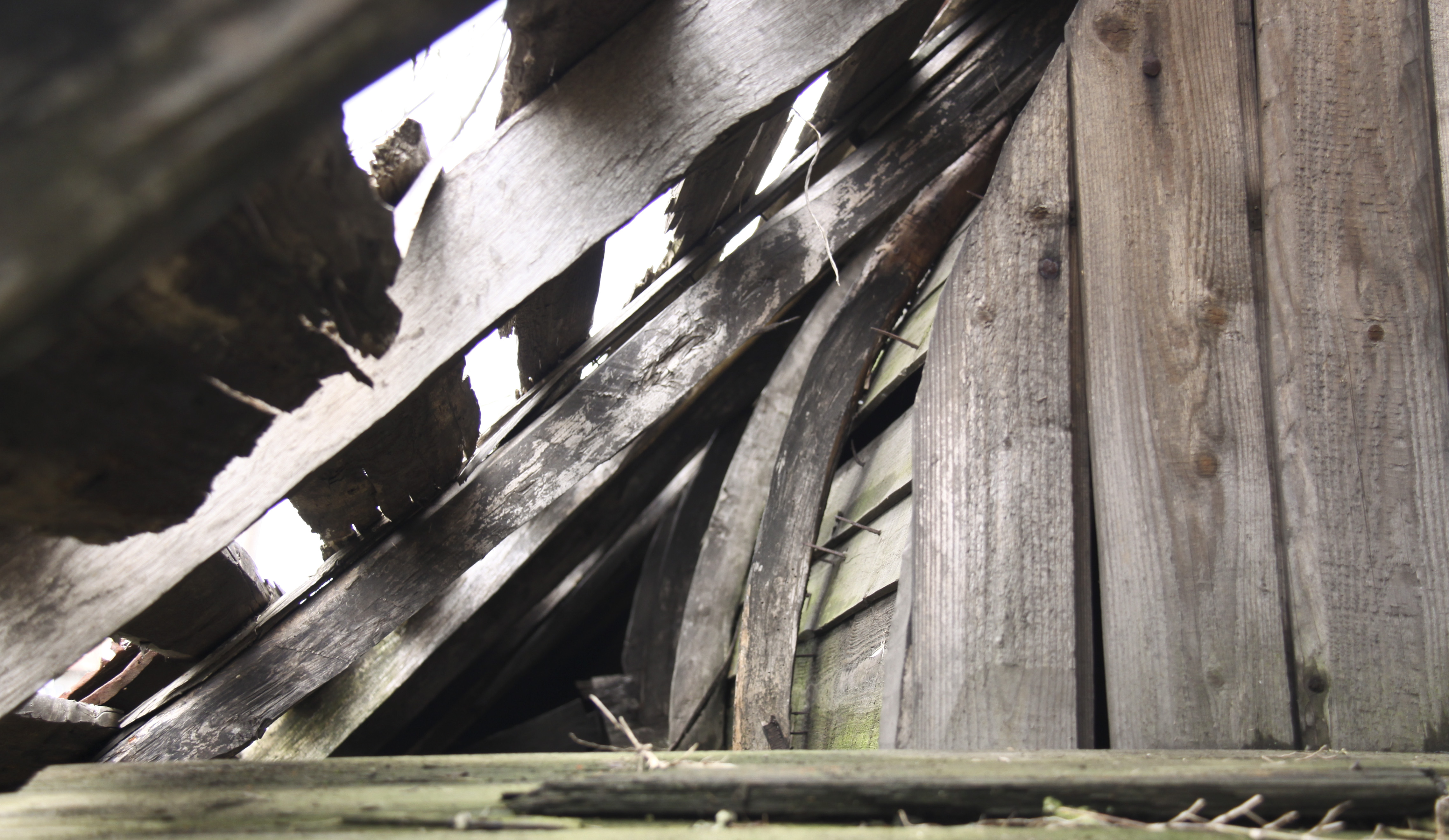
în pod, structura bolţii
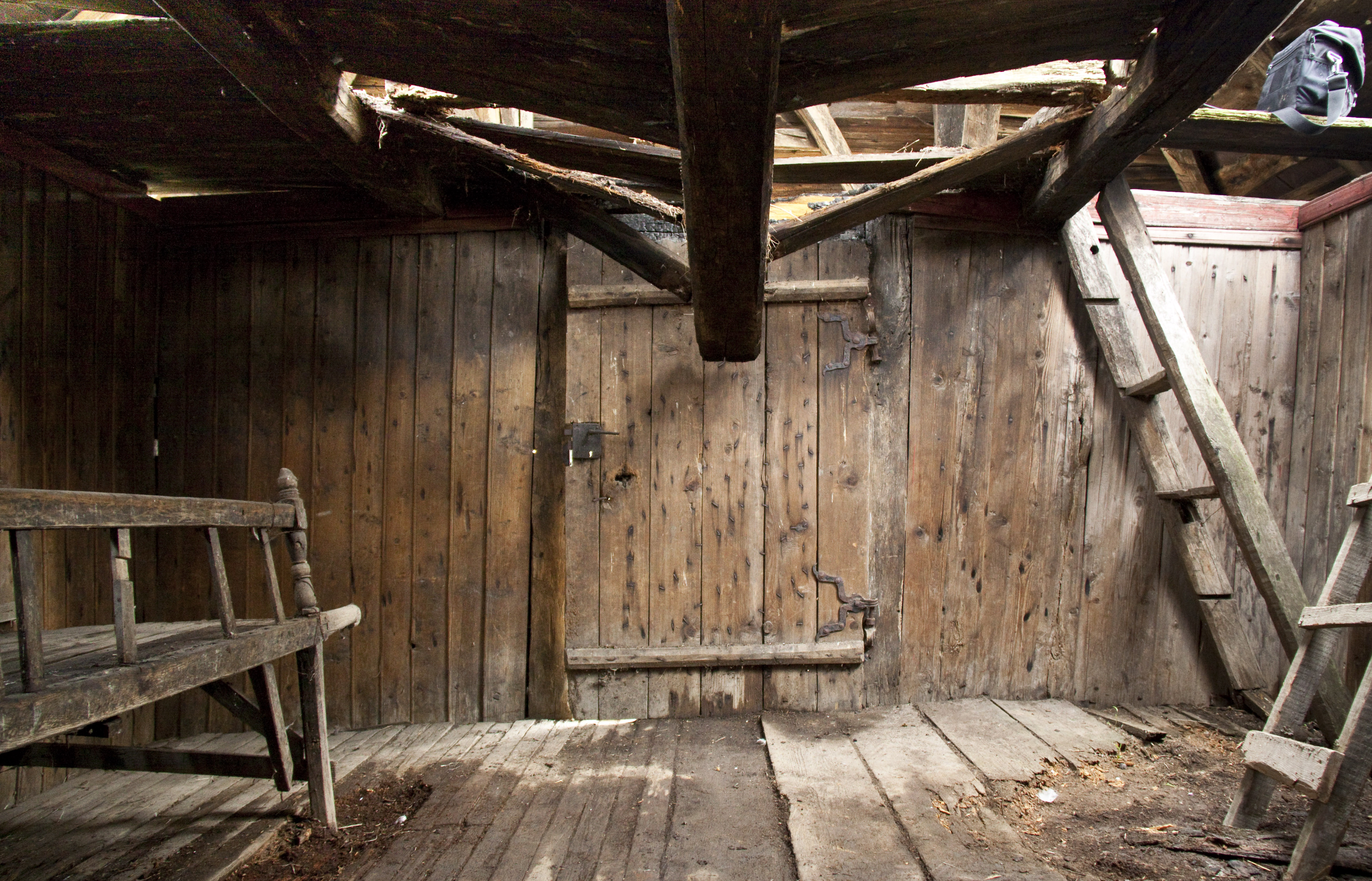
tinda, dosul intrării
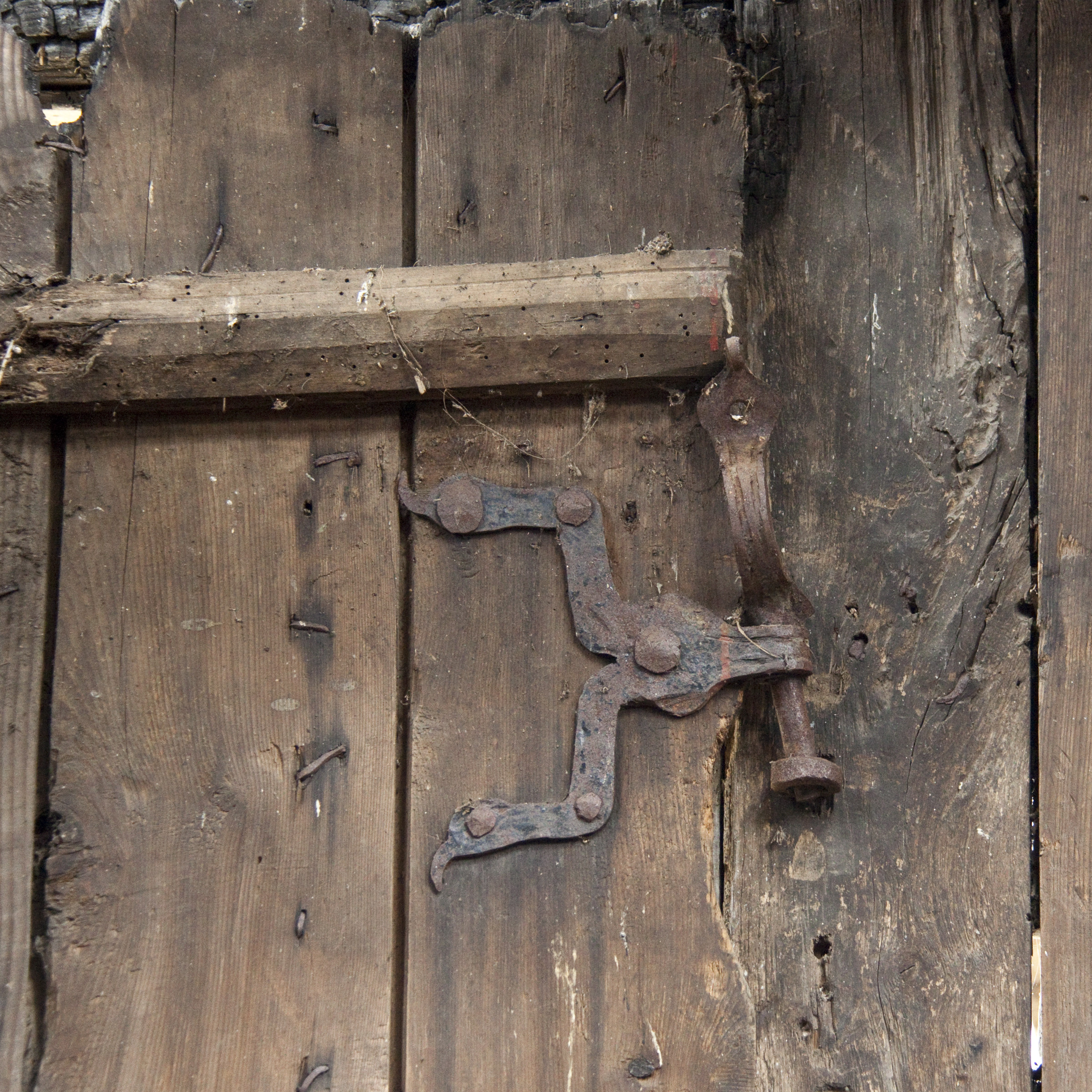
tinda, ţâţână la uşă
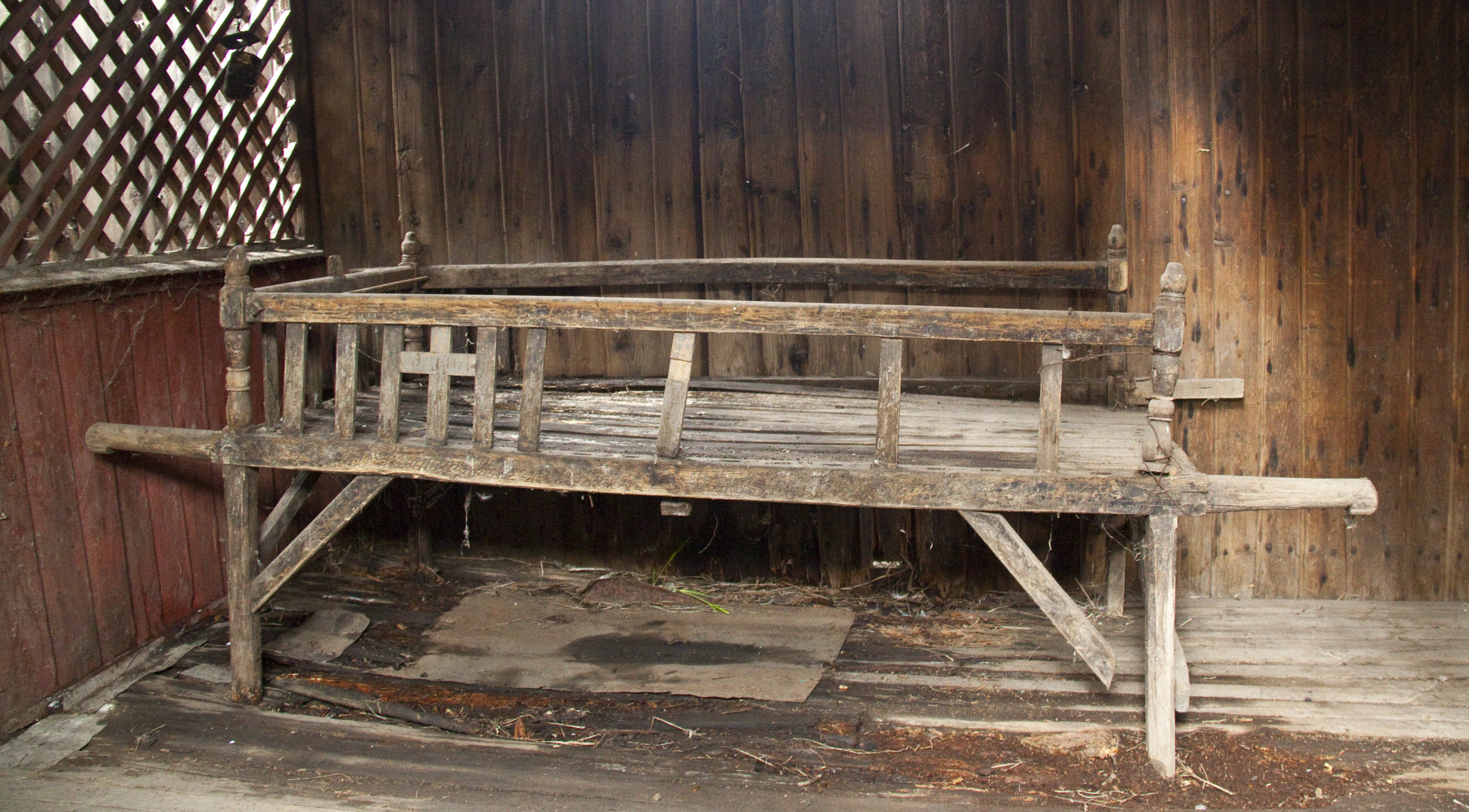
tinda, scara mortului
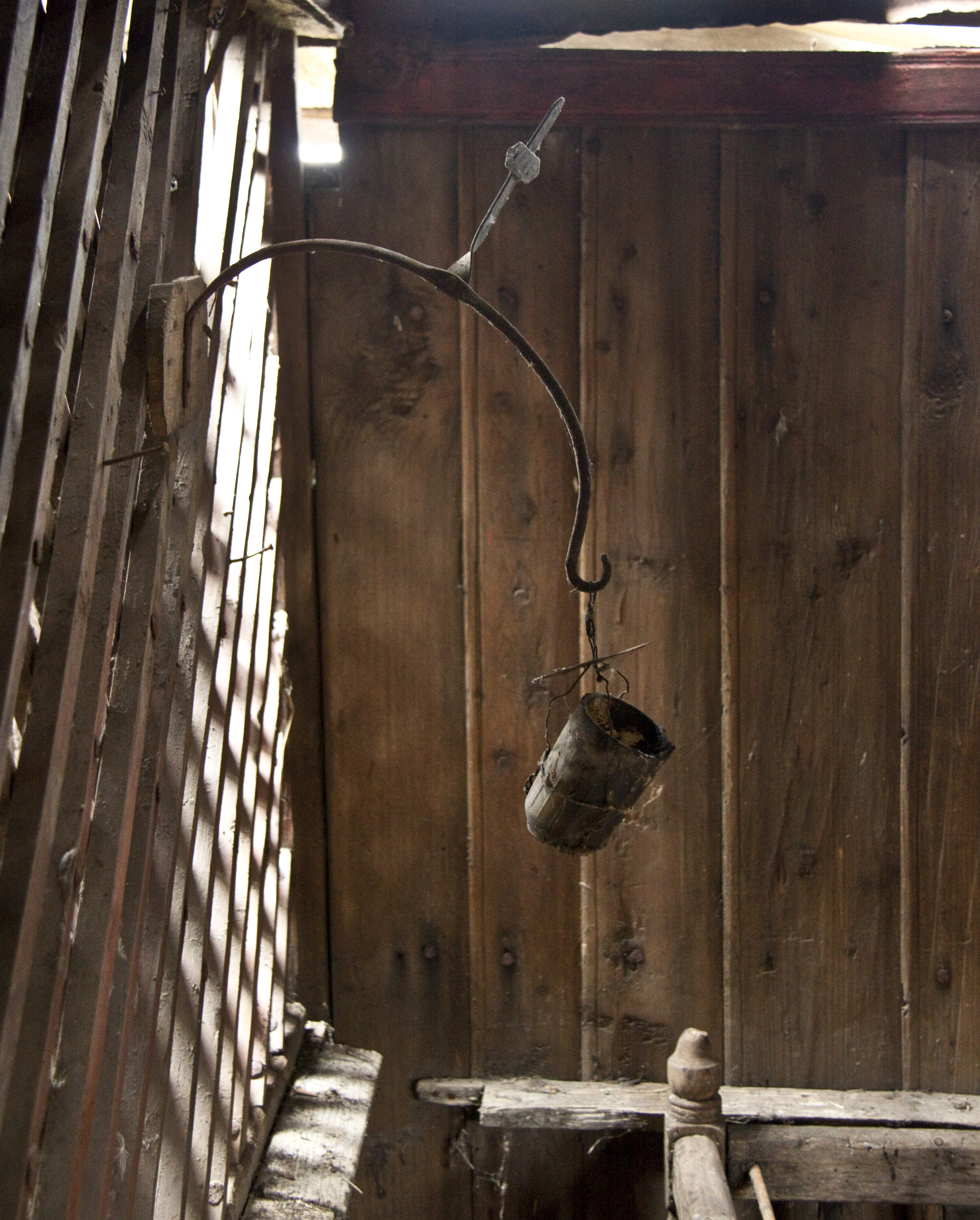
tinda, opaiţ
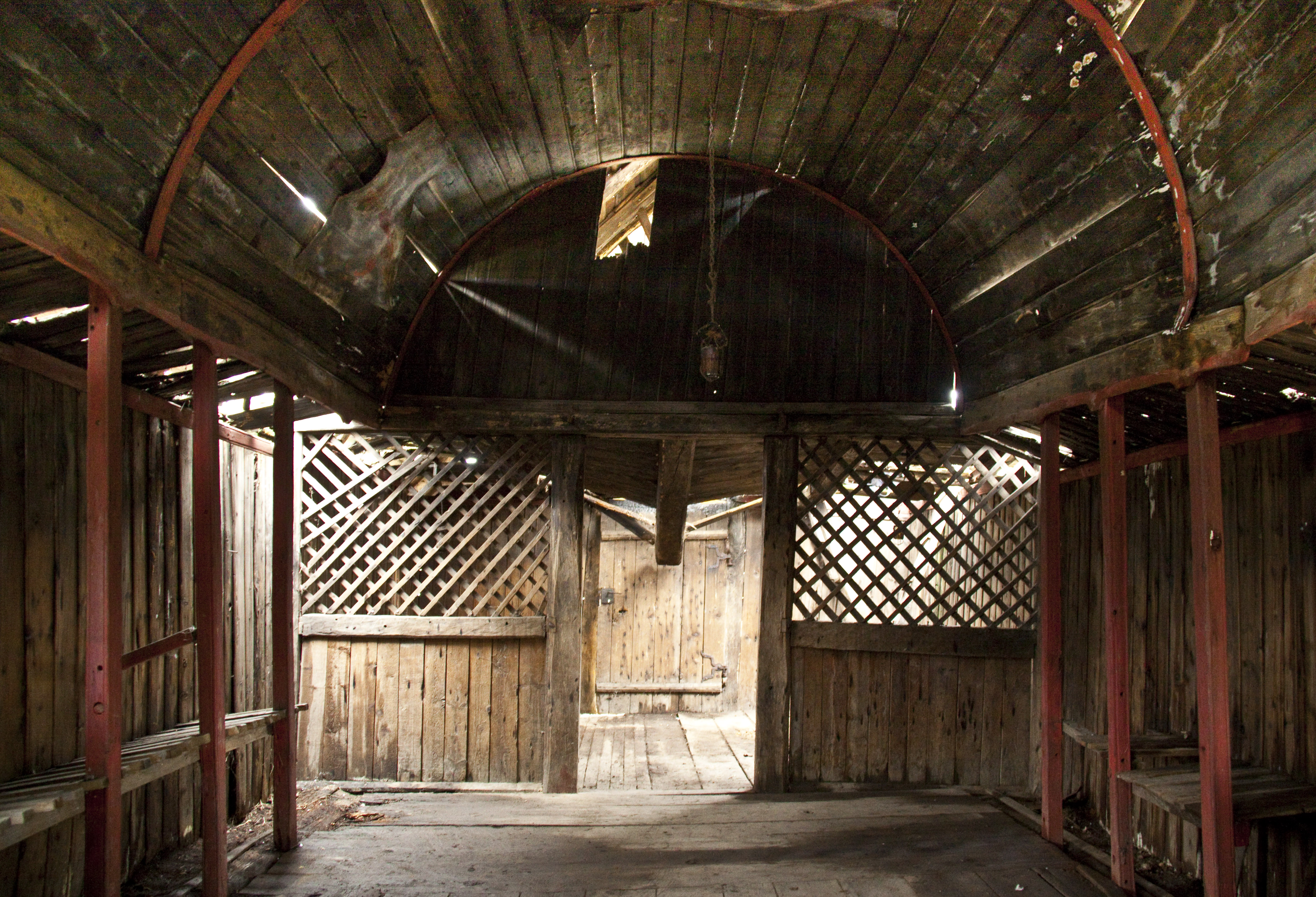
naos, intrarea dinspre tindă
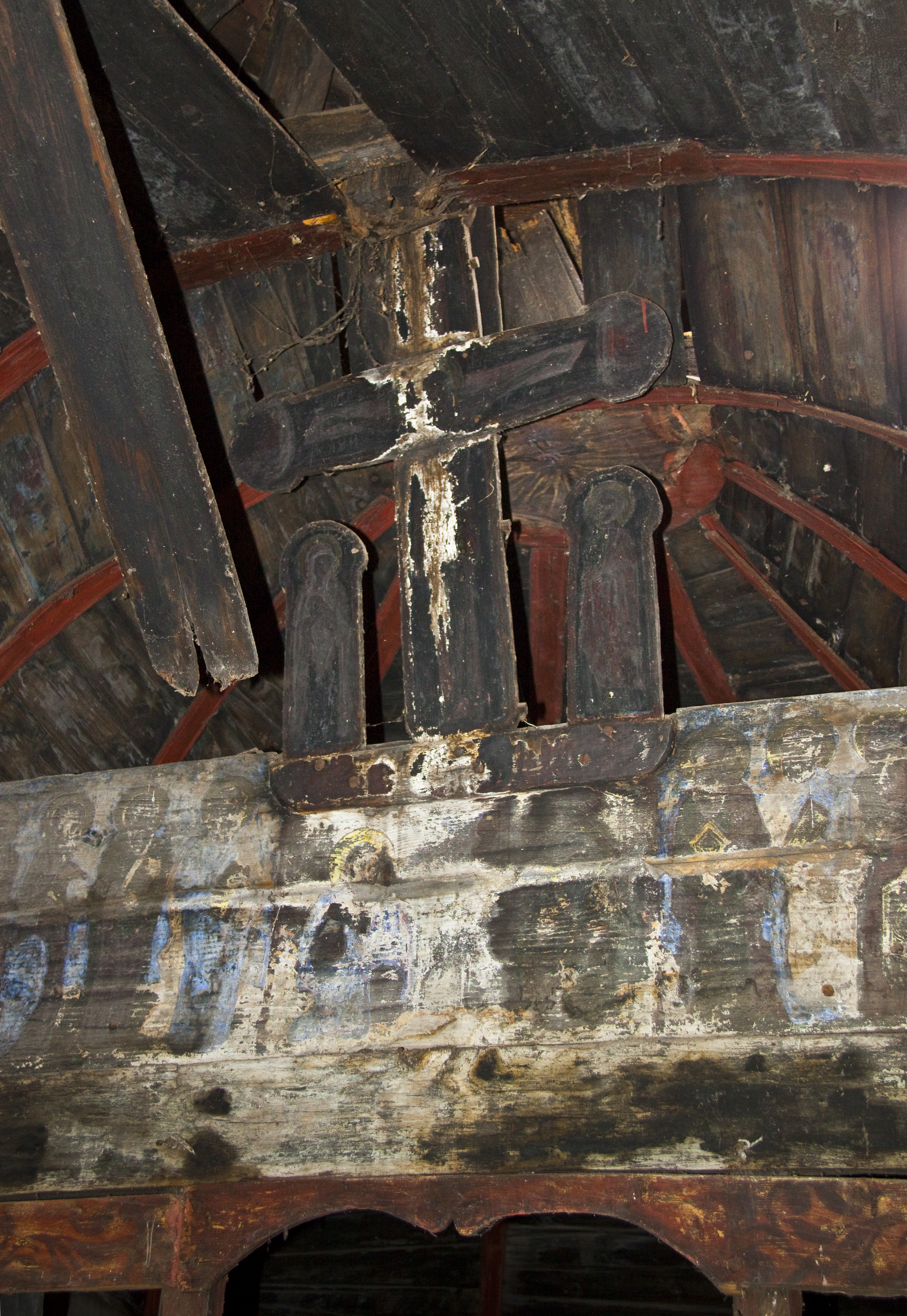
naos, tâmpla, crucea cu molenii
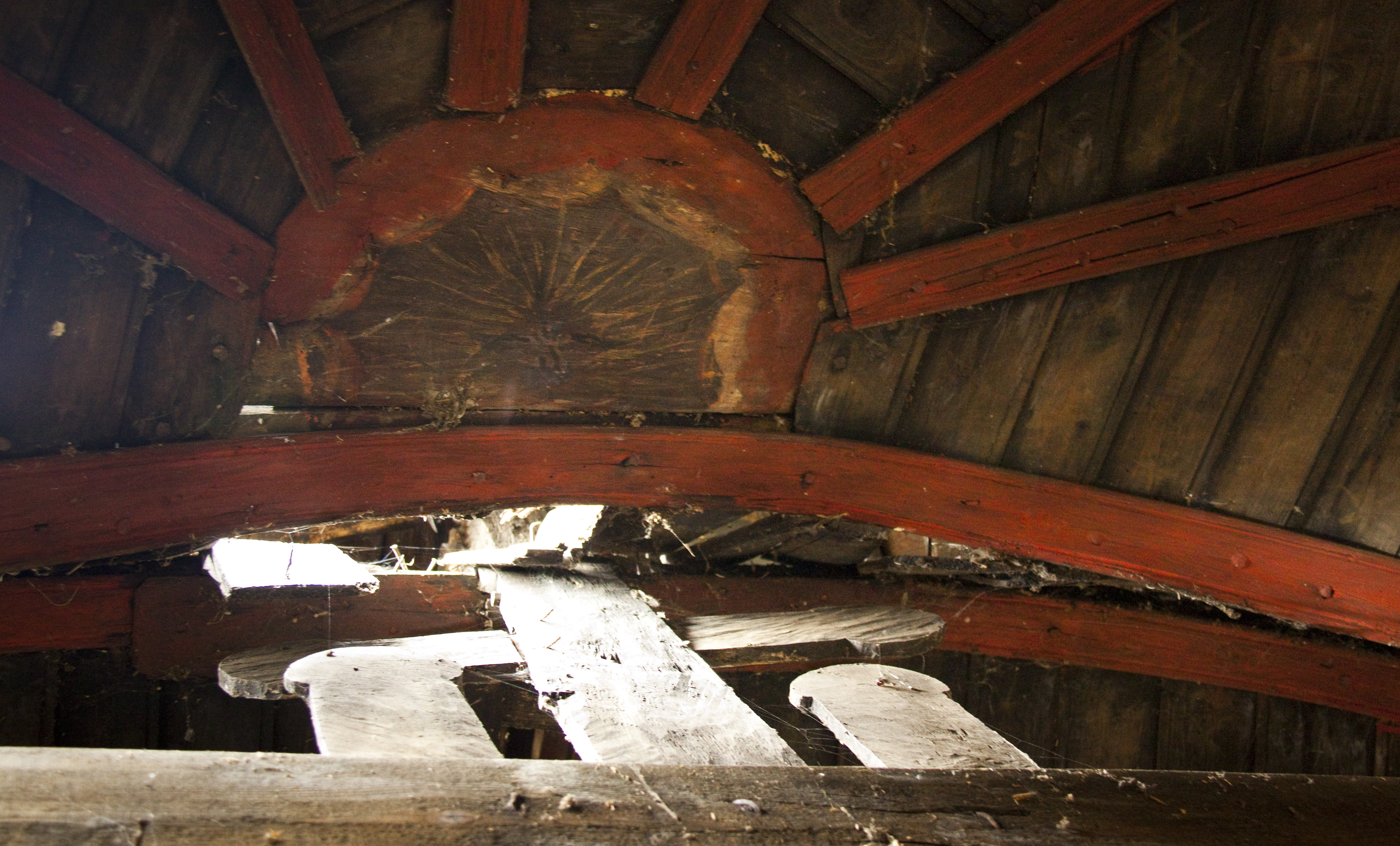
Sfântul Duh